# Liste der Biografien/Kem
Liste der Biografien |
Portal Biografien |
Personensuche
# |
A |
B |
C |
D |
E |
F |
G |
H |
I |
J |
K |
L |
M |
N |
O |
P |
Q |
R |
S |
T |
U |
V |
W |
X |
Y |
Z |
?
 
Ka |
Kb |
Kc |
Kd |
Ke |
Kf |
Kg |
Kh |
Ki |
Kj |
Kl |
Km |
Kn |
Ko |
Kp |
Kr |
Ks |
Kt |
Ku |
Kv |
Kw |
Ky |
Kx |
Kz
 
Kea |
Keb |
Kec |
Ked |
Kee |
Kef |
Keg |
Keh |
Kei |
Kej |
Kek |
Kel |
Kem |
Ken |
Keo |
Kep |
Ker |
Kes |
Ket |
Keu |
Kev |
Kew |
Kex |
Key |
Kez
Die Liste der Biografien führt alle Personen auf, die in der deutschsprachigen Wikipedia einen Artikel haben. Dieses ist eine Teilliste mit 531 Einträgen von Personen, deren Namen mit den Buchstaben „Kem“ beginnt.

## Kem
- Kem, James P. (1890–1965), US-amerikanischer Politiker
- Kem, Omer Madison (1855–1942), US-amerikanischer Politiker
- Kem, Sokha (* 1953), kambodschanischer Politiker und Aktivist

### Kema
- Kema, Gélase Armel (* 1972), kongolesischer Geistlicher, römisch-katholischer Erzbischof von Owando
- Kemakeza, Allan (* 1950), salomonischer Premierminister
- Kemal Reis (1451–1511), osmanischer Korsar, Admiral und Kartograph
- Kemal, Maris (* 1950), mordwinisch-ersjanische Journalistin, Lyrikerin und Aktivistin
- Kemâl, Mehmed (1884–1919), Massenmörder im Völkermord an den Armeniern
- Kemal, Orhan (1914–1970), türkischer Schriftsteller
- Kemal, Said Ali (1938–2020), komorischer Politiker
- Kemal, Salim (1948–1999), britischer Philosoph indischer Herkunft
- Kemal, Yaşar (1923–2015), kurdischer Autor, Romancier der TürkeiYaşar Kemal (1923–2015)

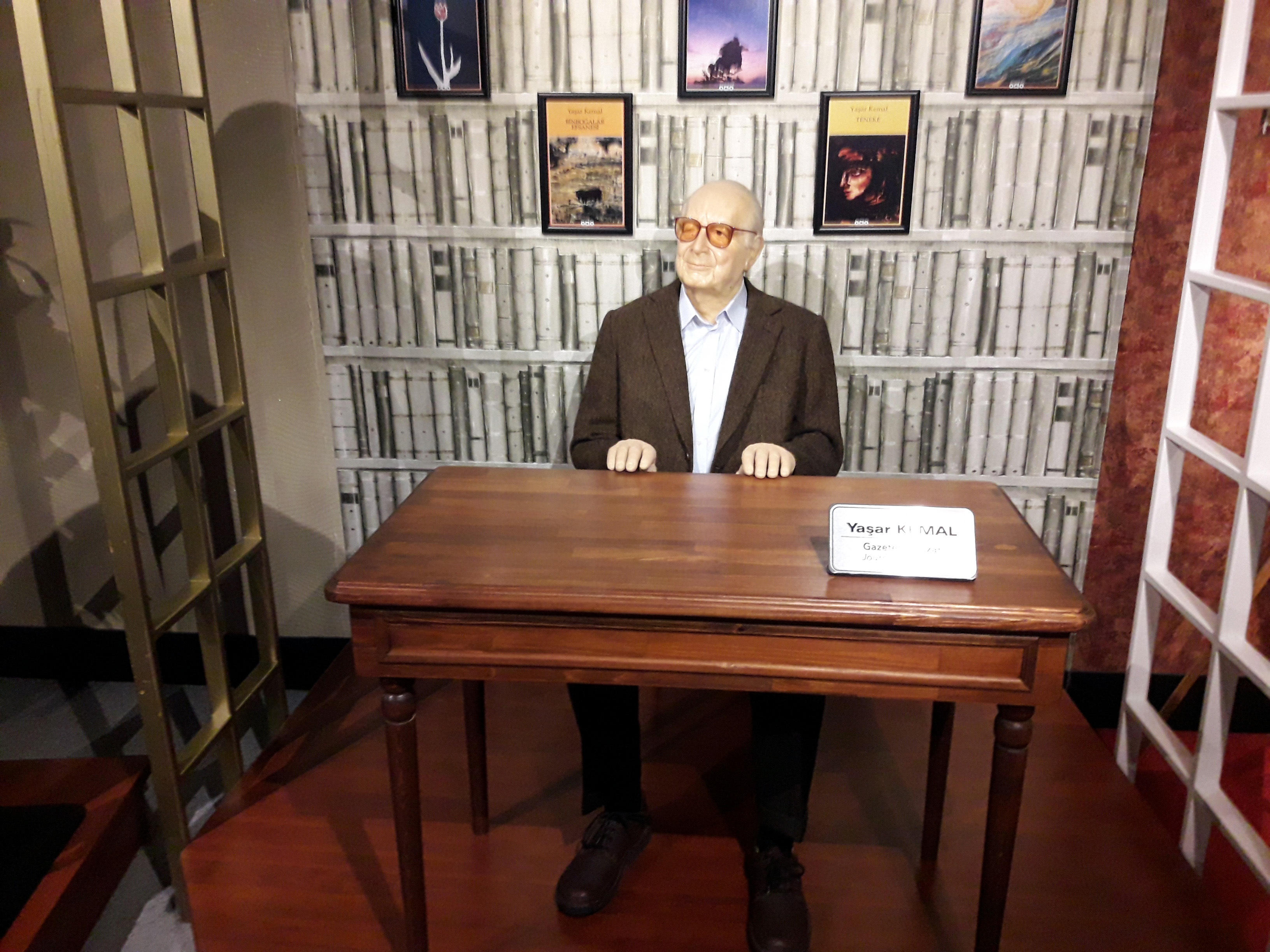
Yaşar Kemal (1923–2015)

- Kemalbay, Serpil (* 1964), türkische Politikerin (Halkların Demokratik Partisi)
- Kemaleddin, Mimar (1870–1927), türkischer Architekt
- Kemaluddin Al-Haj, Abdul Rahim (* 1969), bruneiischer Adliger und Politiker
- Kemancı, Baki (* 1968), türkischer Geiger
- Kemanis, Aina (* 1952), US-amerikanische Sängerin und Flötistin
- Kemankeş Ali Pascha († 1624), Großwesir des Osmanischen Reiches
- Kemankeş Kara Mustafa Pascha († 1644), osmanischer Offizier und Staatsmann
- Kemasuode, Gloria (* 1979), nigerianische Leichtathletin

### Kemb
- Kemball, Colin (1928–2004), britischer Marathonläufer
- Kemble Knight, Sarah (1666–1727), neuenglische Geschäftsfrau und Tagebuchschreiberin
- Kemble, Adelaide (1815–1879), englische Opernsängerin (Sopran)
- Kemble, Charles (1775–1854), englischer Schauspieler
- Kemble, Edwin (1889–1984), US-amerikanischer Physiker
- Kemble, Fanny (1809–1893), englische Schauspielerin und Schriftstellerin
- Kemble, Gouverneur (1786–1875), US-amerikanischer Politiker
- Kemble, John Mitchell (1807–1857), englischer Sprach- und Geschichtsforscher
- Kemble, John Philip (1757–1823), britischer Theaterschauspieler
- Kemble, Maria Theresa (1774–1838), englische Schauspielerin
- Kemble, Stephen (1758–1822), britischer Schauspieler
- Kemble-Cooper, Violet (1886–1961), britische Schauspielerin
- Kembo Mamputu, Gabriel (1935–2016), kongolesischer Geistlicher, Altbischof von Matadi
- Kemboi, Cornelius (* 2000), kenianischer Leichtathlet
- Kemboi, Edwin Kipchirchir (* 1984), österreichischer Marathonläufer kenianischer Herkunft
- Kemboi, Elijah Kiprono (* 1984), kenianischer Marathonläufer
- Kemboi, Ezekiel (* 1982), kenianischer Leichtathlet und Olympiasieger
- Kemboi, Joel Kimurer (* 1988), kenianischer Langstreckenläufer
- Kemboi, Nicholas (* 1983), katarischer Langstreckenläufer kenianischer Herkunft
- Kemboi, Shadrack Kipchirchir (* 1986), kenianischer Langstreckenläufer
- Kemboi, Simon (* 1967), kenianischer Leichtathlet
- Kemboi, Sylvia (* 1988), kenianische Leichtathletin

### Keme
- Kemecsey, Imre (* 1941), ungarischer Kanute
- Kemedinger, Karl (1897–1964), deutscher Porzellan-Designer, Bildhauer und Maler
- Kemejuk, Jessica, US-amerikanische Schauspielerin und Model
- Kemelion, deutscher MusikerKemelion

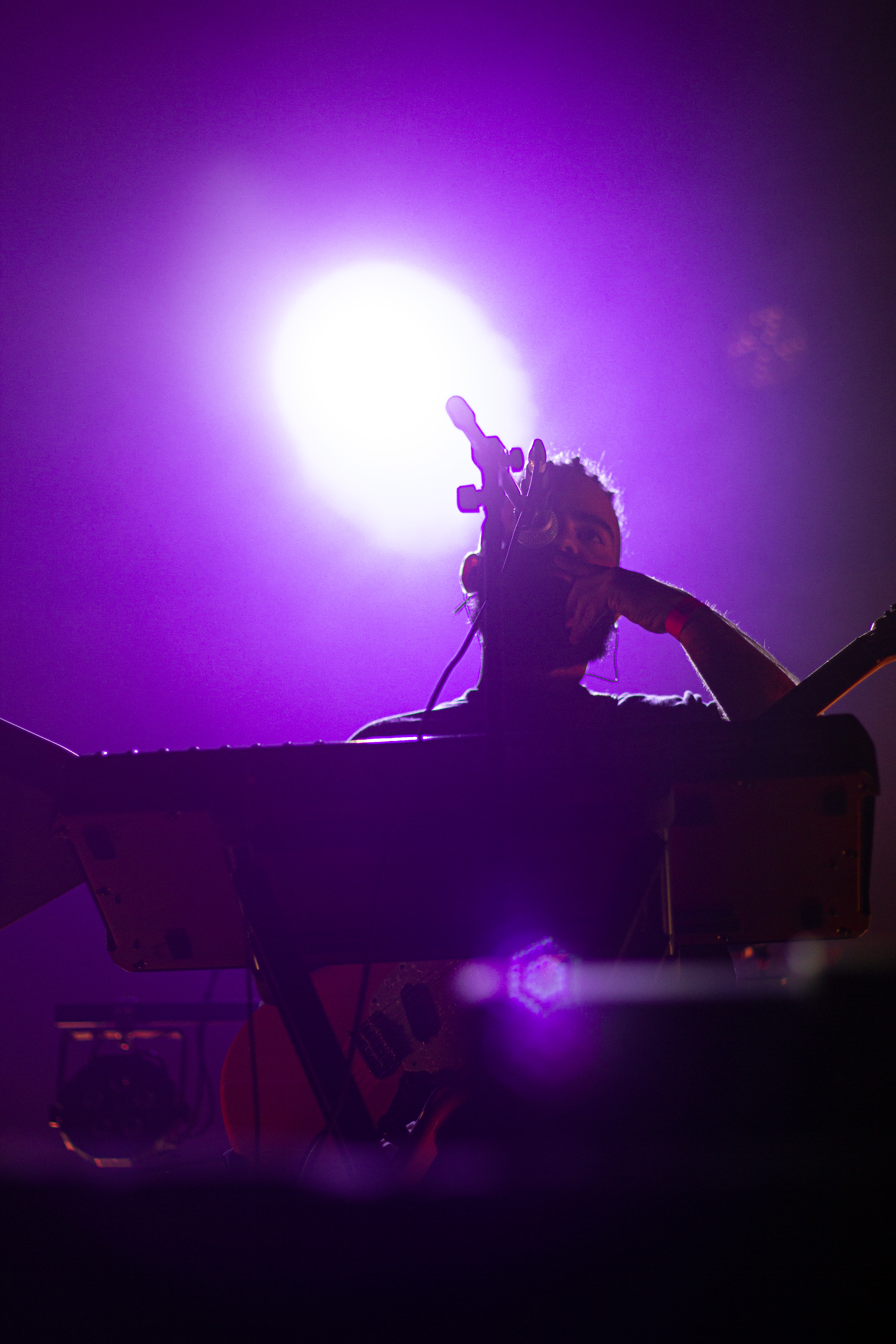
Kemelion

- Kemelman, Harry (1908–1996), US-amerikanischer Krimi-Schriftsteller
- Kemena, Detlef (* 1947), deutscher Fußballspieler
- Kemenade, Jos van (1937–2020), niederländischer Hochschullehrer und Politiker (PvdA)
- Kemenade, Paul van (* 1957), niederländischer Jazz-Saxophonist und Bandleader
- Kemenater, Peter (1783–1829), Tiroler Freiheitskämpfer
- Kemenceji, Maria (* 1959), moldauisch-russische Hürdenläuferin
- Kemener, Yann-Fañch (1957–2019), französischer Sänger traditioneller bretonischer Musik
- Kemény, Alfréd (1895–1945), ungarischer Kunstkritiker
- Kemény, Dénes (* 1954), ungarischer Wasserballtrainer
- Kemény, Egon (1905–1969), ungarischer Komponist
- Kemény, Etel (1919–2001), österreichisch-südafrikanische Physikerin
- Kemény, Ferenc (1860–1944), ungarischer Pädagoge und Humanist, Gründungsmitglied des Internationalen Olympischen Komitees (IOC)
- Kemény, Gábor (1830–1888), ungarischer Politiker und Minister
- Kemény, Gábor (1910–1946), ungarischer Politiker
- Kemény, István (1925–2008), ungarischer Soziologe
- Kemény, István (* 1961), ungarischer Schriftsteller
- Kemény, Johann (1607–1662), ungarischer Militärführer und Fürst von Siebenbürgen
- Kemeny, John G. (1926–1992), ungarisch-amerikanischer Mathematiker
- Kemény, Simon (1882–1945), ungarischer Schriftsteller und Journalist
- Kemény, Tibor (1913–1992), ungarischer Fußballspieler und -trainer
- Kemény, Zoltán (1907–1965), ungarischer Bildhauer, Maler und Architekt
- Kemény, Zsigmond (1814–1875), ungarischer Schriftsteller, Publizist und Politiker
- Kemény, Zsófi (* 1994), ungarische Lyrikerin und Bürgerrechtlerin
- Kemény-Szemere, Madeleine (1906–1993), ungarisch-schweizerische Malerin und Modezeichnerin
- Kemer, Bea (* 1954), deutsche Schriftstellerin
- Kemer, Cemre (* 1985), türkische Schauspielerin und Popsängerin
- Kémérer, Jorge (1908–1998), argentinischer Geistlicher, römisch-katholischer Bischof von Posadas
- Kemeter, Leopold (1808–1873), österreichischer Politiker
- Kemetmüller, Franz (* 1961), österreichischer Beamter und Bezirkshauptmann im Bezirk Lilienfeld
- Kemetter, August Maria (1866–1945), österreichischer Politiker (DnP), Abgeordneter zum Nationalrat
- Kemetter, Johannes (* 1984), österreichischer Schauspieler und Sänger
- Kemetter, Paul (1898–1983), österreichischer Tontechniker

### Kemf
- Kemfert, Claudia (* 1968), deutsche WirtschaftswissenschaftlerinClaudia Kemfert (* 1968)

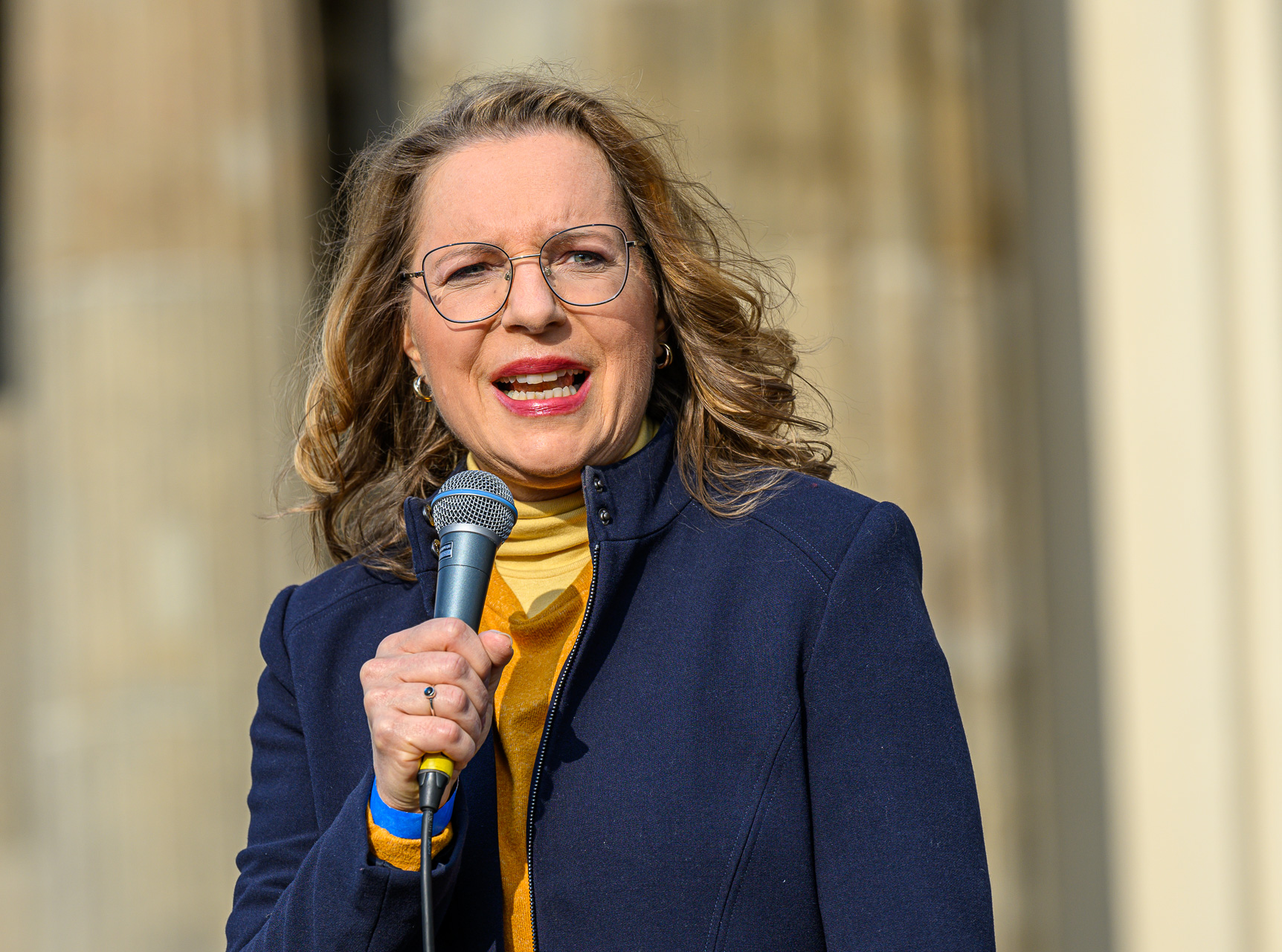
Claudia Kemfert (* 1968)

### Kemi
- Keminebu, Königin der altägyptischen 13. Dynastie
- Kemink, Aart (1914–2006), niederländisch-kanadischer Maler
- Kemish, Ian (* 1961), australischer Diplomat

### Kemk
- Kemke, Heinrich (1864–1941), deutscher Buchhändler, Prähistoriker und Kustos am Prussia-Museum
- Kemke, Johannes (1863–1918), deutscher Klassischer Philologe und Bibliothekar
- Kemkers, Gerard (* 1967), niederländischer Eisschnellläufer
- Kemkes, Martin (* 1963), deutscher Provinzialrömischer Archäologe und Museumsleiter

### Keml
- Kemlein, Aljoscha (* 2004), deutscher Fußballspieler
- Kemlein, Eva (1909–2004), deutsche Fotografin und Fotojournalistin
- Kemlein, Georg Michael (1785–1852), deutscher Komponist und Kantor
- Kemlein, Georg Paul (1854–1911), Finanz- und Baurat
- Kemlein, William (1818–1900), Maler und Restaurator
- Kemler, Rolf (* 1945), deutscher Entwicklungsbiologe
- Kemli, Gallus (* 1417), Benediktinermönch

### Kemm
- Kemmann, Albert (1858–1931), deutscher Bürgermeister
- Kemmann, Ansgar (* 1963), deutscher Rhetoriker und Buchautor
- Kemmann, Fabiane (* 1980), deutsche Regisseurin und Autorin
- Kemmann, Gustav (1858–1931), deutscher Verkehrswissenschaftler
- Kemme, Carl (* 1960), US-amerikanischer Geistlicher, römisch-katholischer Bischof von Wichita
- Kemme, Eva (* 1979), deutsche Filmproduzentin und Dokumentarfilmerin
- Kemme, Johann Christlieb (1738–1815), deutscher Mediziner und Hochschullehrer
- Kemme, Stefanie (* 1973), deutsche Juristin
- Kemme, Tabea (* 1991), deutsche FußballspielerinTabea Kemme (* 1991)

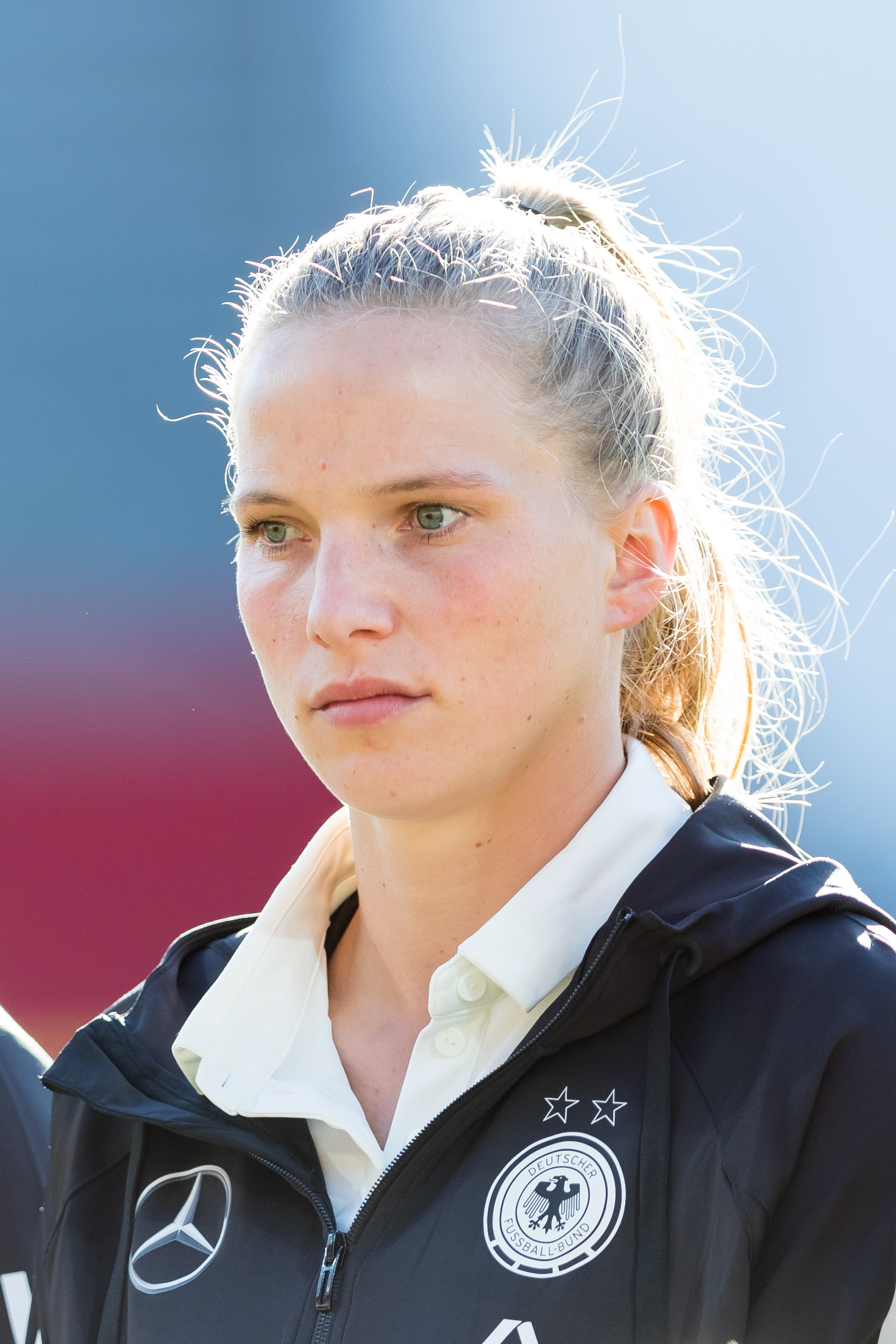
Tabea Kemme (* 1991)

- Kemmelmeyer, Karl-Jürgen (* 1943), deutscher Organist, Dirigent, Musikwissenschaftler, Musikpädagoge, Autor und Hochschullehrer
- Kemmer, Ed (1920–2004), US-amerikanischer Schauspieler und im Zweiten Weltkrieg Pilot der United States Army Air Forces
- Kemmer, Emil (1914–1965), deutscher Politiker (CSU), MdB
- Kemmer, Hans († 1561), deutscher Maler der Renaissance
- Kemmer, Heike (* 1962), deutsche Dressurreiterin
- Kemmer, Herbert (1905–1962), deutscher Hockeyspieler
- Kemmer, Joachim (1939–2000), deutscher Schauspieler und Synchronsprecher
- Kemmer, Kilian (* 1980), deutscher Jazzmusiker (Piano, Komposition)
- Kemmer, Michael (* 1957), deutscher Bankmanager
- Kemmer, Nicholas (1911–1998), britischer Physiker
- Kemmer, Peter, deutscher Basketballfunktionär und -spieler
- Kemmer, Peter Jochen (1941–2022), deutscher Schauspieler, Bühnenautor, Hörspielsprecher und -autor
- Kemmer, Ronja (* 1989), deutsche Politikerin (CDU), Mitglied des Deutschen BundestagesRonja Kemmer (* 1989)

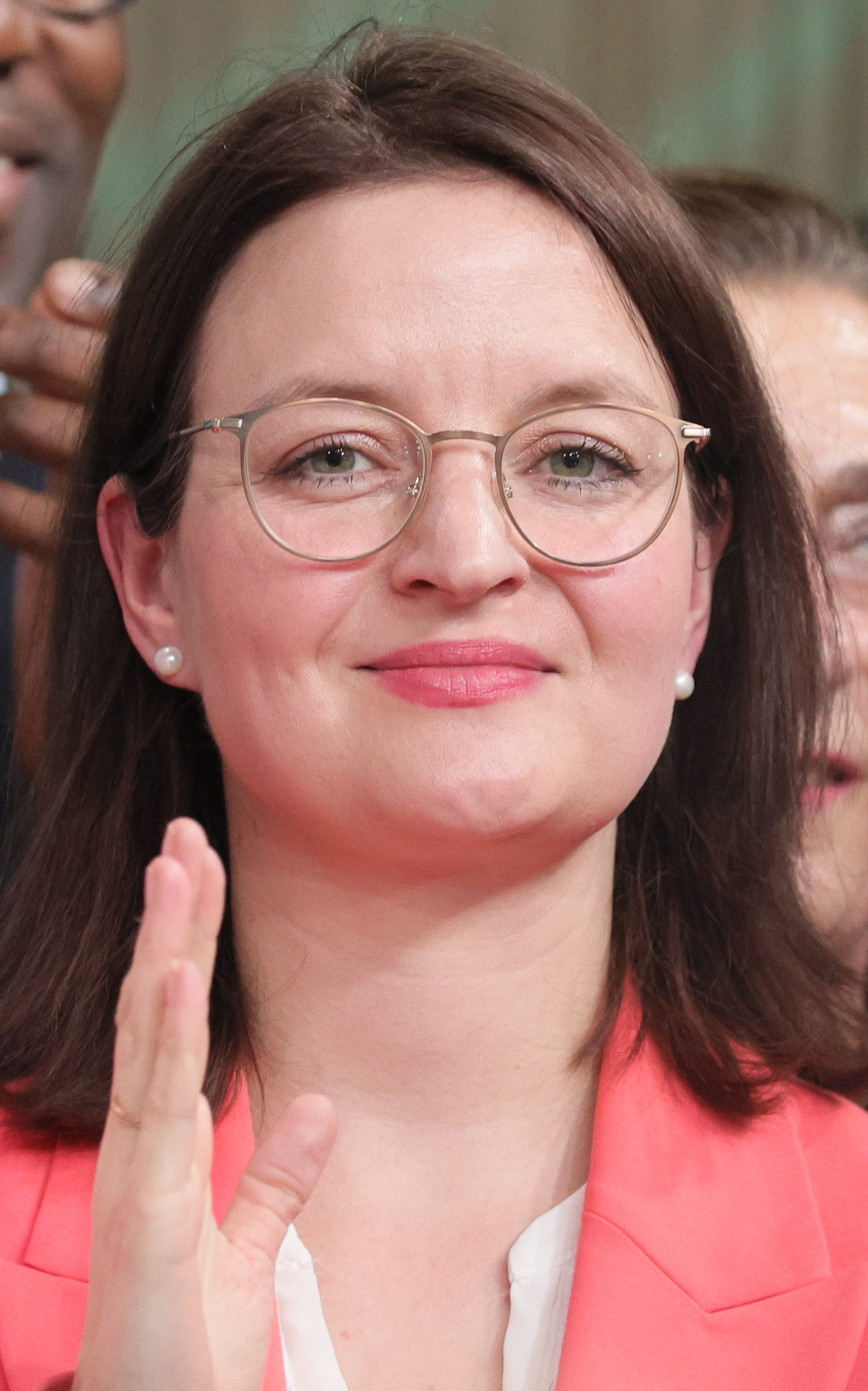
Ronja Kemmer (* 1989)

- Kemmer, Ullrich (* 1959), deutscher Politiker (CDU), MdL
- Kemmer, Wilfried (1943–2007), deutscher Fußballspieler
- Kemmer, Wolfgang (* 1966), deutscher Autor und Herausgeber
- Kemmerer, Alexandra (* 1972), deutsche Rechtswissenschaftlerin, Rechtswissenschaftshistorikerin und Publizistin
- Kemmerer, Edwin W. (1875–1945), US-amerikanischer Wirtschaftswissenschaftler
- Kemmerich, Dietrich Hermann (1677–1745), deutscher Rechtswissenschaftler
- Kemmerich, Joseph Louis Benoit (1868–1933), deutsch-belgischer Bildhauer, Maler und Zeichenlehrer
- Kemmerich, Max (1876–1932), deutscher Kunst- und Kulturhistoriker, Privatgelehrter und Schriftsteller
- Kemmerich, Otto (1886–1952), deutscher Langstreckenschwimmer und Volksheld der 1920er-Jahre
- Kemmerich, Thomas (* 1965), deutscher Politiker (FDP), MdB, MdLThomas Kemmerich (* 1965)

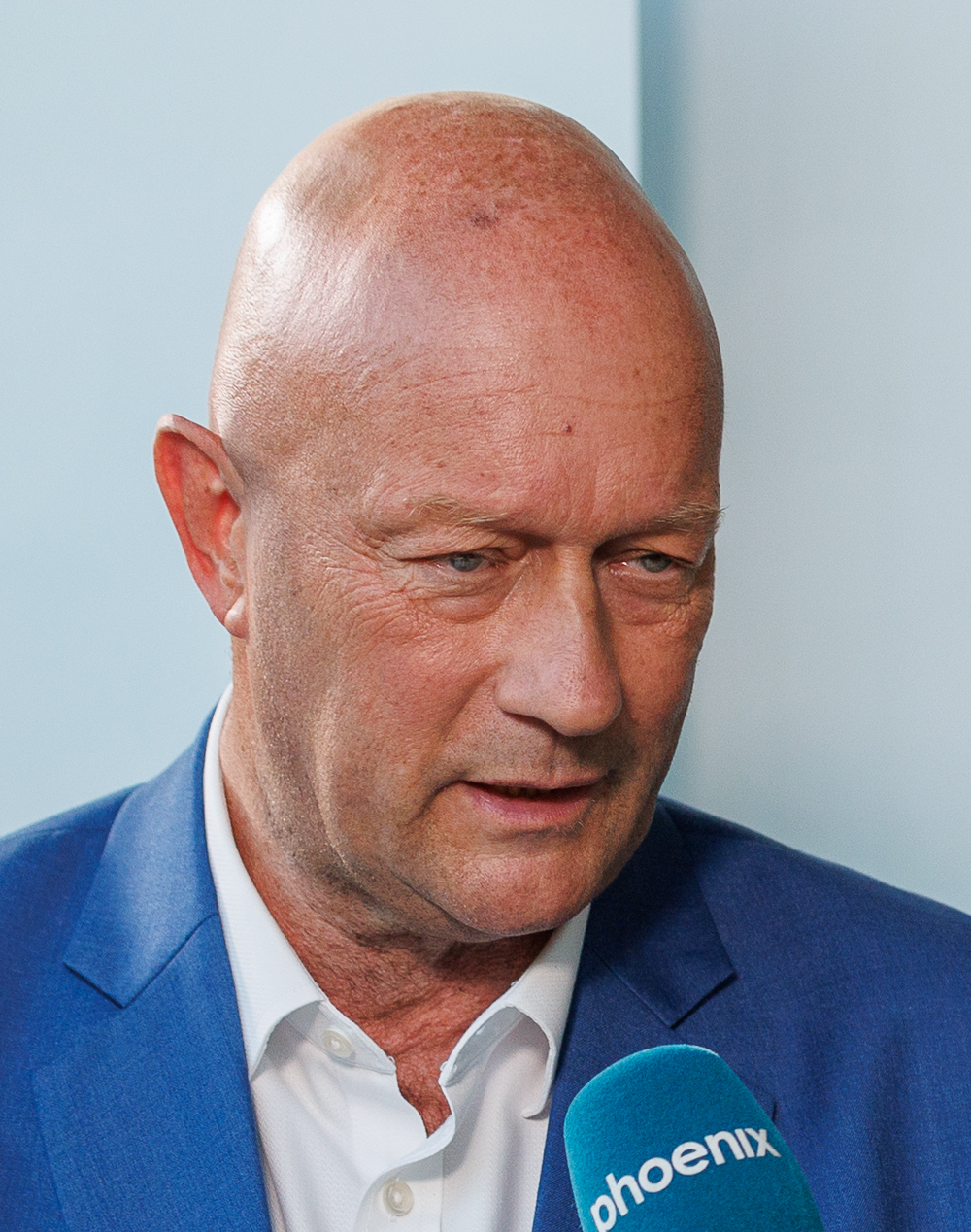
Thomas Kemmerich (* 1965)

- Kemmerling, Achim (* 1973), deutscher Politikwissenschaftler, Ökonom und Hochschullehrer
- Kemmerling, Andreas (* 1950), deutscher Philosoph
- Kemmerling, Walter (1921–1989), deutscher Wasserbautechniker und Hochschullehrer
- Kemmerling, Warren J. (1924–2005), US-amerikanischer Schauspieler
- Kemmerling, Yamuna (* 2001), deutsche Synchronsprecherin
- Kemmers, Fleur (* 1977), niederländische Provinzialrömische Archäologin und Numismatikerin
- Kemmerzell, Marion (* 1955), deutsche Autorin
- Kemmet, Georg (1893–1969), deutscher SS-Funktionär
- Kemmeter, Ernst (1898–1981), deutscher Lehrer, Germanist und Regionalhistoriker
- Kemmeter, Johann Gottfried († 1748), deutscher Architekt
- Kemmeter, Michael, deutscher Baumeister, Zimmermann
- Kemmler, Gerhard (* 1948), deutscher Luftwaffenoffizier, Brigadegeneral der Bundeswehr
- Kemmler, Jonas (* 1996), deutscher Schauspieler
- Kemmler, Lilly (1924–2011), deutsche Psychologin und Hochschullehrerin
- Kemmler, Nico (* 1978), deutscher Fußballspieler
- Kemmler, Olaf (* 1966), deutscher Science-Fiction-Autor und -Herausgeber
- Kemmler, Paul (1865–1929), Psychiater, erster ärztlicher Direktor und Fotograf der königlich-württembergischen Heilanstalt Weinsberg
- Kemmler, Sven (* 1968), deutscher Autor und Kabarettist
- Kemmler, Wilhelm (1864–1916), deutscher Architekt und Baubeamter
- Kemmler, Willi (* 1941), deutscher Unternehmer und Politiker (SPD)
- Kemmler, William (1860–1890), US-amerikanischer MörderWilliam Kemmler (1860–1890)

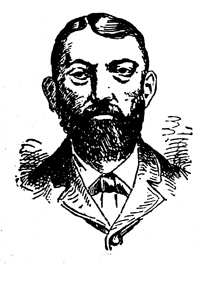
William Kemmler (1860–1890)

- Kemmler-Sack, Sibylle (1934–1999), deutsche Chemikerin
- Kemmling, Carsten (* 1965), deutscher Segelsportler und Journalist
- Kemmling, Uwe (* 1960), deutscher Fußballschiedsrichter
- Kemmner, Gustav (1875–1941), deutscher Kunstmaler
- Kemmsies, Irina (* 1996), deutsche Volleyballspielerin
- Kemmy, Jim (1936–1997), irischer Politiker

### Kemn
- Kemna, Erich (1902–1968), deutscher Maschinenbauingenieur
- Kemna, Erwin (* 1950), deutscher Politiker (NPD)
- Kemna, Friedhelm (1925–2007), deutscher Journalist
- Kemna, Julius (1837–1898), deutscher Maschinenfabrikant
- Kemna, Karsten (* 1973), deutscher Basketballspieler
- Kemna, Peter (1920–2017), deutscher Kunstsammler, Mäzen und Straßenbauunternehmer
- Kemna, Rudie (* 1967), niederländischer Radrennfahrer
- Kemnade, Friedrich (1911–2008), deutscher Marineoffizier
- Kemnat, Matthias von († 1476), deutscher Historiker und Humanist
- Kemner, Caren (* 1965), US-amerikanische Volleyballspielerin
- Kemner, Heinrich (1903–1993), lutherischer Erweckungstheologe und Prediger
- Kemnitz, Gustav von (1807–1886), Oberlandesgerichtsrat, Kammerherr
- Kemnitz, Hans Arthur von (1870–1955), deutscher Diplomat und Politiker (DVP, DNVP), MdR
- Kemnitz, Hans von (1853–1922), deutscher Verwaltungsbeamter
- Kemnitz, Heidemarie (* 1955), deutsche Schulpädagogin
- Kemnitz, Hermann Friedrich Wilhelm von (1826–1900), deutscher Jurist, Oberbürgermeister von Frankfurt (Oder) (1871–1894)
- Kemnitz, Magdalena (* 1985), polnische Ruderin
- Kemnitzer, Konstanze (* 1975), deutsche evangelische Theologin und Pfarrerin
- Kemnitzer, Rolf (* 1964), deutscher Theaterregisseur

### Kemp
- Kemp, Alan C. (* 1944), simbabwischer Ornithologe
- Kemp, Albert Edward (1858–1929), kanadischer Politiker, Abgeordneter, Senator und Minister
- Kemp, Alex, US-amerikanischer Schiedsrichter im American Football
- Kemp, Annerose (1936–2013), deutsche Pädagogin und Henriette-Goldschmidt-Expertin
- Kemp, Arnold (* 1938), US-amerikanischer Autor
- Kemp, Barbara (1881–1959), deutsche Opernsängerin (Sopran) und Opernregisseurin
- Kemp, Bolivar E. (1871–1933), US-amerikanischer Politiker
- Kemp, Brian (* 1963), US-amerikanischer PolitikerBrian Kemp (* 1963)

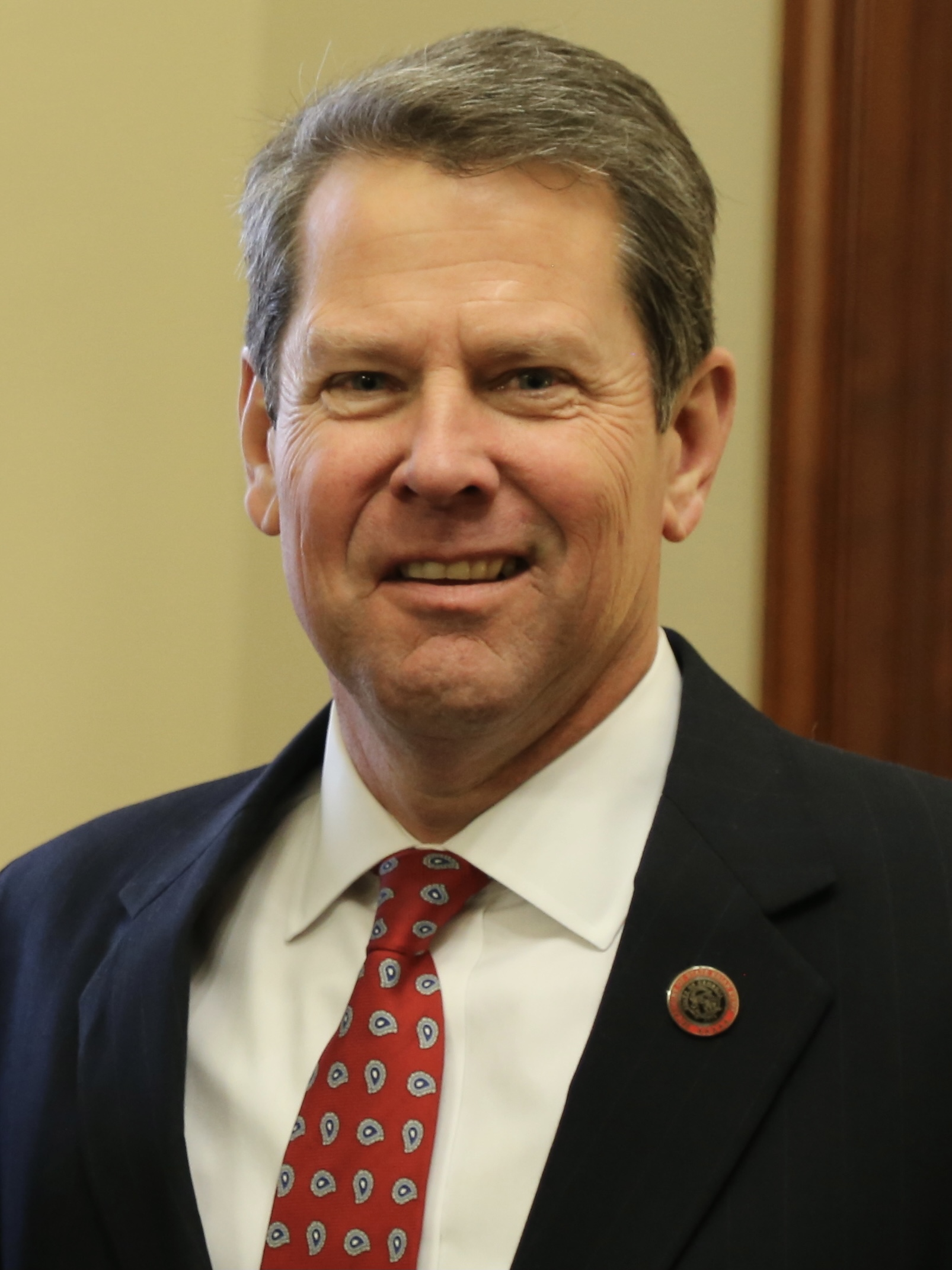
Brian Kemp (* 1963)

- Kemp, Camilla (* 1996), deutsche Surferin
- Kemp, Charles Edward (1901–1986), britischer Schachkomponist
- Kemp, Cornelia (* 1952), deutsche Kunsthistorikerin, Autorin und ehemalige Leiterin der Abteilung Foto und Film im Deutschen Museum
- Kemp, Courtney (* 1977), US-amerikanische Drehbuchautorin und Showrunnerin
- Kemp, Daniel S. (1936–2020), US-amerikanischer Chemiker
- Kemp, David (* 1984), australischer Straßenradrennfahrer
- Kemp, Didericus van der (1731–1780), niederländischer reformierter Theologe
- Kemp, Eric Waldram (1915–2009), britischer anglikanischer Bischof
- Kemp, Freya (* 2005), englische Cricketspielerin
- Kemp, Friedhelm (1914–2011), deutscher Literaturwissenschaftler, Übersetzer und Dichter
- Kemp, Gary (* 1959), britischer Schauspieler, Gitarrist und Songwriter, Mitglied von Spandau BalletGary Kemp (* 1959)

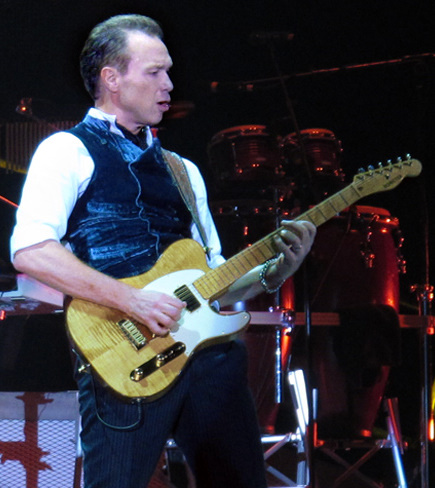
Gary Kemp (* 1959)

- Kemp, Gustave (1917–1948), luxemburgischer Fußballspieler
- Kemp, Hal (1904–1940), US-amerikanischer Jazz-Saxophonist, Klarinettist und Bandleader
- Kemp, Harry (1883–1960), US-amerikanischer Dichter, Dramatiker und Erzähler
- Kemp, Ivanique (* 1991), bahamaische Hürdenläuferin
- Kemp, Jack (1935–2009), US-amerikanischer Politiker und American-Football-Spieler
- Kemp, James Furman (1859–1926), US-amerikanischer Geologe
- Kemp, Jenny (* 1955), US-amerikanische Schwimmerin
- Kemp, Jeremy (1935–2019), britischer Schauspieler
- Kemp, John (1380–1454), Erzbischof von Canterbury und Lordkanzler
- Kemp, Jonathan (* 1981), englischer Squashspieler
- Kemp, Leroy (* 1956), US-amerikanischer Ringer
- Kemp, Lindsay (1938–2018), britischer Tänzer, Pantomime, Schauspieler und Regisseur
- Kemp, Martin (* 1942), britischer Kunsthistoriker und Autor
- Kemp, Martine (* 1994), luxemburgische Politikerin (Christlich-Soziale Volkspartei)
- Kemp, Matthew (* 1980), australischer Fußballspieler
- Kemp, Merv (* 1942), australischer Kugelstoßer und Diskuswerfer
- Kemp, Paul (1896–1953), deutscher Schauspieler und CharakterkomikerPaul Kemp (1896–1953)

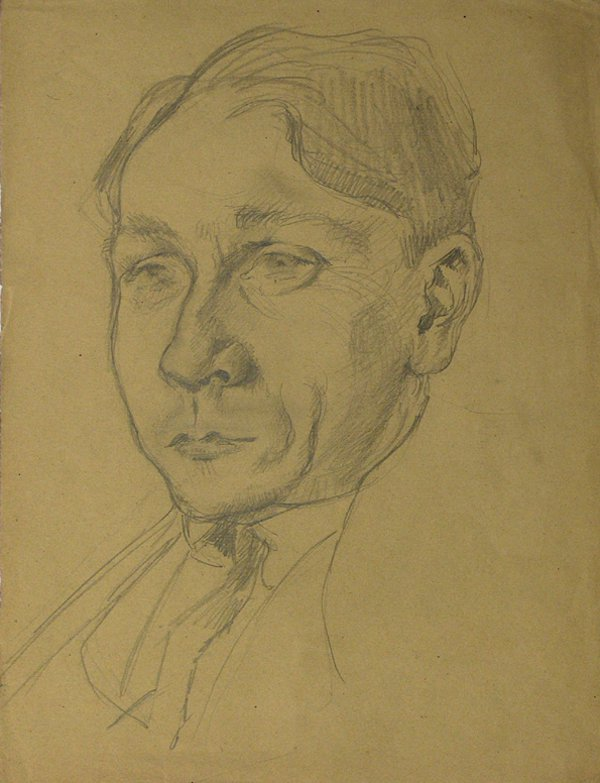
Paul Kemp (1896–1953)

- Kemp, Paul, US-amerikanischer Filmproduzent, Spezialeffektkünstler und Filmschaffender
- Kemp, Peter († 1834), britischer Robbenfänger und Entdecker
- Kemp, Peter (1877–1965), britischer Schwimmer und Wasserballspieler
- Kemp, Robert (1879–1959), französischer Literatur-, Musik- und Theaterkritiker
- Kemp, Rose (* 1984), englische Sängerin und Gitarristin
- Kemp, Ross (* 1964), britischer Schauspieler und Enthüllungsjournalist
- Kemp, Shawn (* 1969), US-amerikanischer BasketballspielerShawn Kemp (* 1969)

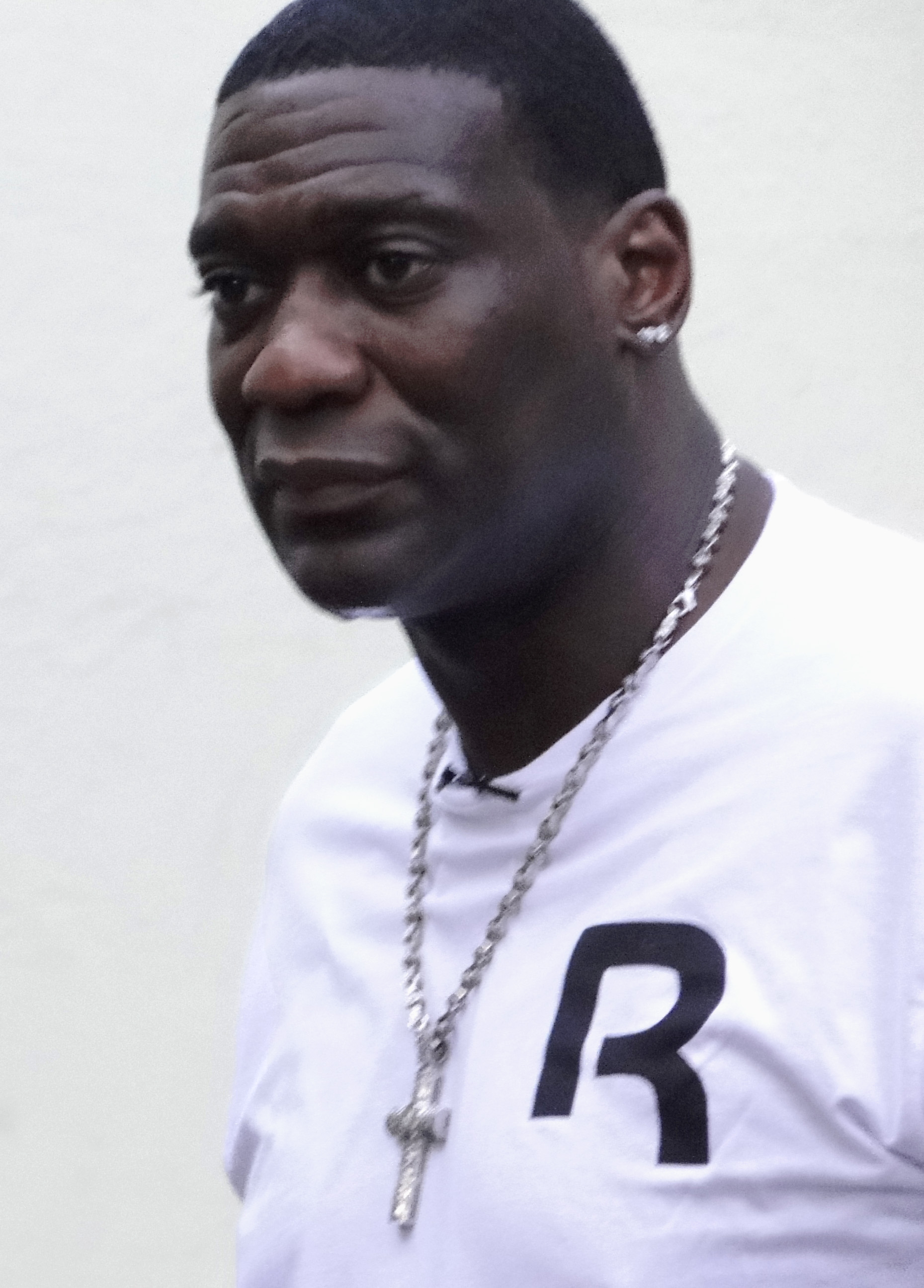
Shawn Kemp (* 1969)

- Kemp, Shirlie (* 1962), britische Popsängerin
- Kemp, St. John, 2. Viscount Rochdale (1938–2015), britischer Peer und Politiker
- Kemp, Stephen, britischer Filmregisseur, Produzent und Drehbuchautor
- Kemp, T. J. (* 1981), kanadischer Eishockeyspieler
- Kemp, Tage (1896–1964), dänischer Genetiker und Eugeniker
- Kemp, Troy (* 1966), bahamaischer Leichtathlet
- Kemp, Ulrich (* 1961), deutscher Manager und Unternehmer
- Kemp, Ursula († 1582), englische Heilkundlerin, Hebamme und Opfer der Hexenverfolgung
- Kemp, Walter (1938–2023), kanadischer Musikwissenschaftler, Organist, Chorleiter und Komponist
- Kemp, Will (* 1977), britischer Tänzer und Schauspieler
- Kemp, Willi (1927–2020), deutscher Kunstsammler
- Kemp, Willy (1925–2021), luxemburgischer Radrennfahrer
- Kemp, Wolfgang (* 1946), deutscher Kunsthistoriker
- Kemp-Welch, Lucy (1869–1958), britische Malerin, Illustratorin und Lehrerin

#### Kempa
- Kempa, Beata (* 1966), polnische Politikerin (PiS)
- Kempa, Bernhard (1920–2017), deutscher Handballspieler
- Kempa, Heidi (* 1941), deutsche Schlagersängerin
- Kempa, Heinz (1933–2000), deutscher Judofunktionär
- Kempa, Paul, deutscher Kaufmann und Bürgermeister von Dorsten
- Kempa, Peter (1958–1995), deutscher Fußballspieler
- Kempa, Wilhelm Paul (1906–1940), deutscher römisch-katholischer Kriegsdienstverweigerer und Märtyrer

#### Kempc
- Kempchen, Andreas (* 1974), deutscher American-Football-Spieler
- Kempchen, Heinz (* 1922), deutscher Fußballspieler
- Kempcke, Hans-Heinrich (1926–2002), deutscher Bildhauer
- Kempczinski, Chris (* 1968), US-amerikanischer ManagerChris Kempczinski (* 1968)

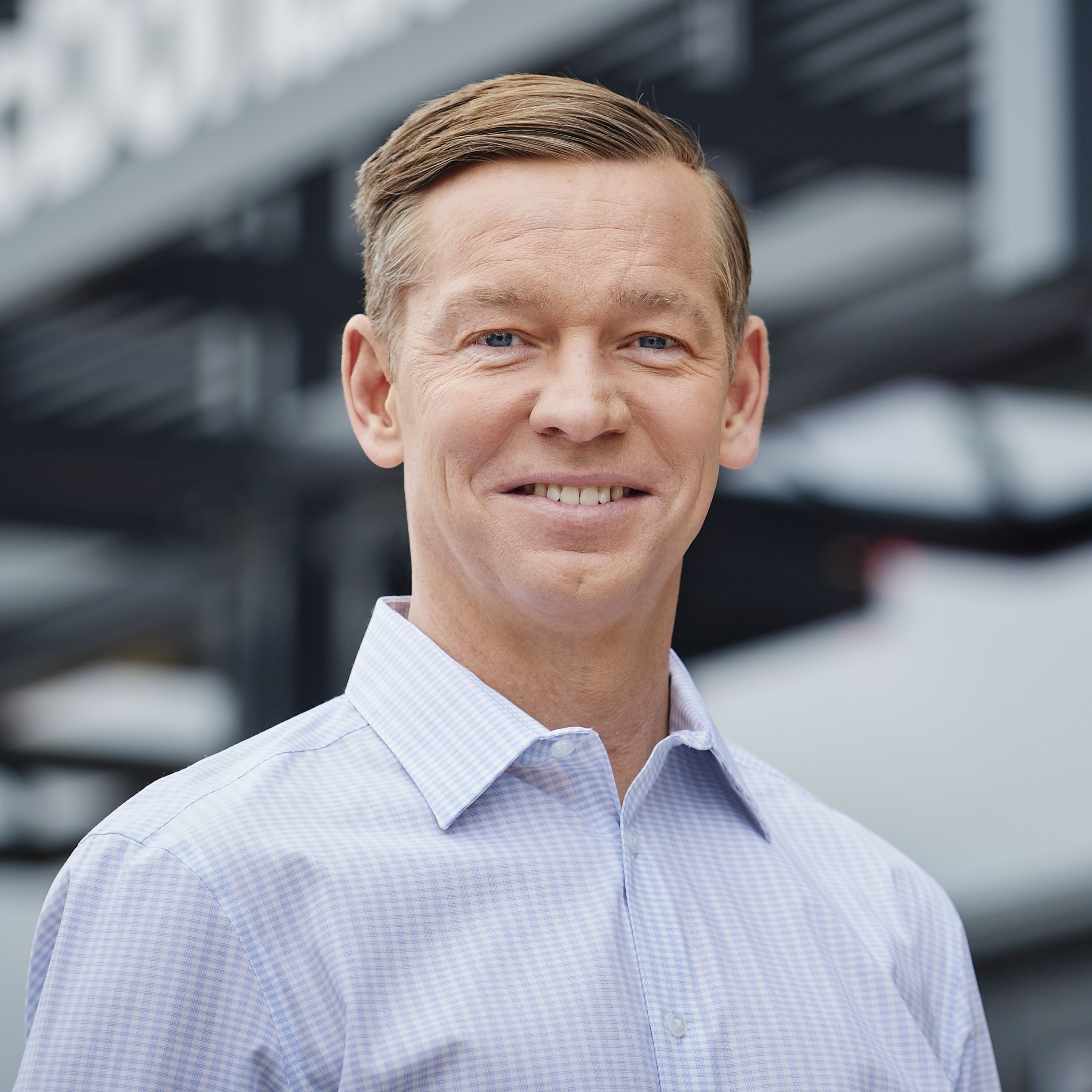
Chris Kempczinski (* 1968)

#### Kempe
- Kempe, Adrian (* 1996), schwedischer Eishockeyspieler
- Kempe, Alfred (1849–1922), britischer Mathematiker
- Kempe, Andreas (1622–1689), schwedischer Philosoph und Philologe
- Kempe, Anja (* 1973), deutsche, Fotografin und Künstlerin
- Kempe, Antje (* 1963), deutsche Leichtathletin
- Kempe, Carl (1884–1967), schwedischer Tennisspieler
- Kempé, Christophe (* 1975), französischer Handballspieler
- Kempe, Dennis (* 1986), deutscher Fußballspieler
- Kempe, Frans (1847–1924), schwedischer Unternehmer, CEO von MoDo
- Kempe, Frederike (* 1997), deutsche FußballspielerinFrederike Kempe (* 1997)

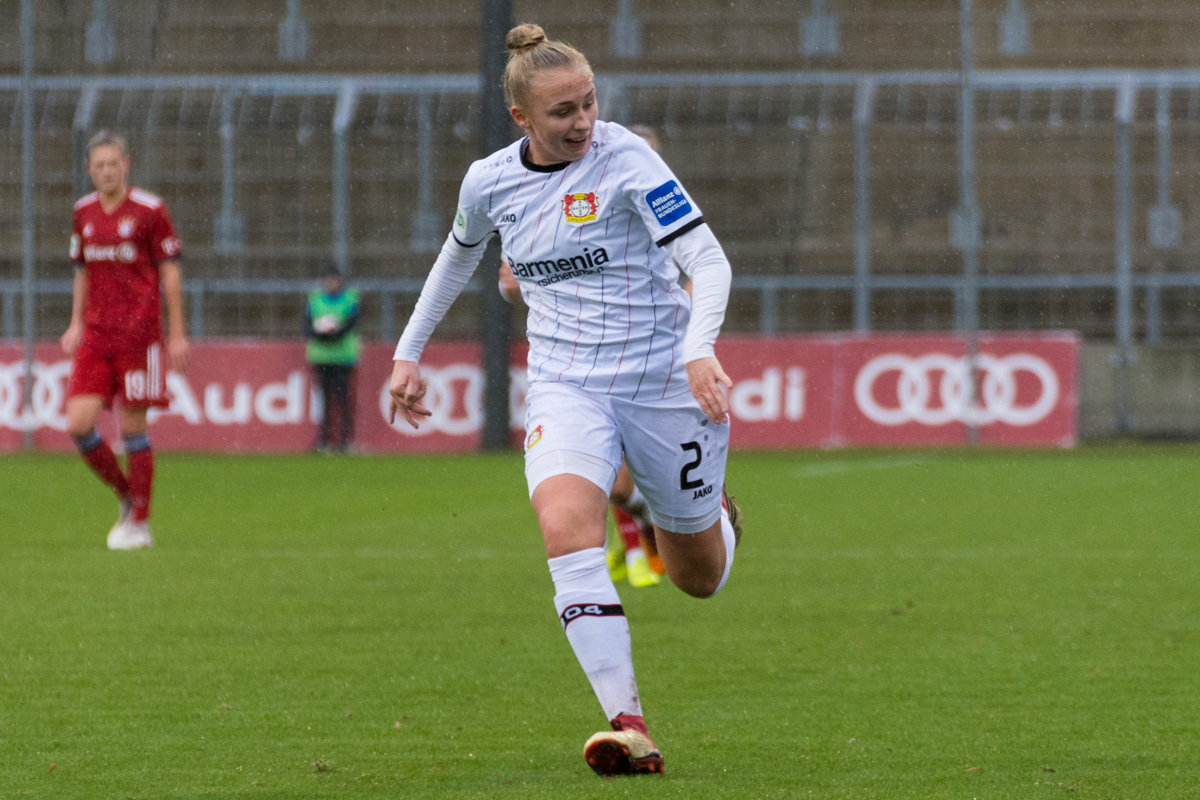
Frederike Kempe (* 1997)

- Kempe, Fritz (1898–1971), deutscher Maler und Grafiker
- Kempe, Fritz (1909–1988), deutscher Fotograf
- Kempe, Gertrud (* 1895), deutsche Politikerin (LDPD), MdL Mecklenburg
- Kempe, Günter (1920–1996), deutscher Leiter des Zentralen Medizinischen Dienstes der DDR-Staatssicherheit
- Kempe, Harald (1964–2022), deutscher Schauspieler
- Kempe, Horst (1907–1998), deutscher Kunsthändler
- Kempe, Horst (* 1930), deutscher Schauspieler, Synchron- und Hörspielsprecher
- Kempe, Hortense (1886–1974), niederländische Malerin
- Kempe, Johan Carl (1799–1872), schwedischer Unternehmer, Sägewerksbesitzer in Norrland
- Kempe, Julia (* 1973), deutsche Mathematikerin, Physikerin, Informatikerin und Hochschullehrerin
- Kempe, Margery, englische Mystikerin und Visionärin
- Kempe, Mario (* 1988), schwedischer Eishockeyspieler
- Kempe, Martin von (1642–1683), deutscher Dichter und Übersetzer der Barockzeit
- Kempe, Michael (* 1966), deutscher Bibliothekar und Historiker
- Ķempe, Mirdza (1907–1974), lettische Lyrikerin und Übersetzerin
- Kempe, Rainer (* 1989), deutscher Pokerspieler
- Kempe, Rhett (* 1964), deutscher Chemiker und Hochschullehrer
- Kempe, Rudolf (1910–1976), deutscher DirigentRudolf Kempe (1910–1976)

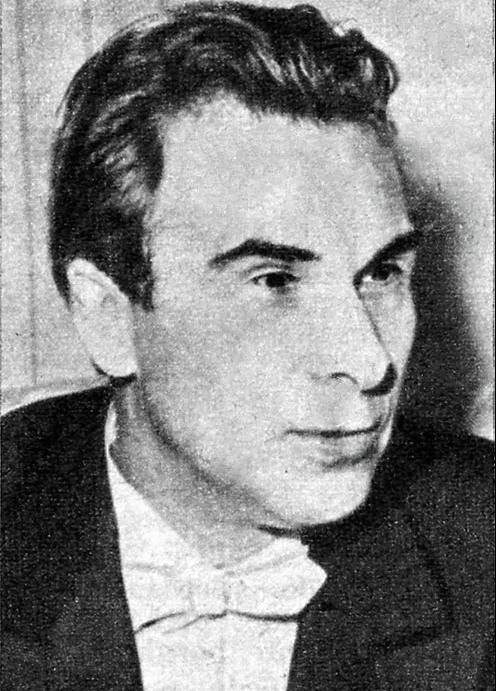
Rudolf Kempe (1910–1976)

- Kempe, Stephan († 1540), lutherischer Theologe und Reformator
- Kempe, Stephan F. J. (* 1949), deutscher Geologe
- Kempe, Thomas (* 1960), deutscher Fußballspieler
- Kempe, Tobias (* 1989), deutscher Fußballspieler
- Kempe, Veit (* 1955), deutscher Eiskunstläufer
- Kempe, Volker (* 1939), deutsch-österreichischer ehemaliger Wissenschaftler, Manager und Unternehmer
- Kempe, Werner (* 1928), deutscher Diplomat, Botschafter der DDR
- Kempe, William († 1603), englischer Komödiant
- Kempelen, Wolfgang von (1734–1804), Erfinder, Architekt und Staatsbeamter der HabsburgermonarchieWolfgang von Kempelen (1734–1804)

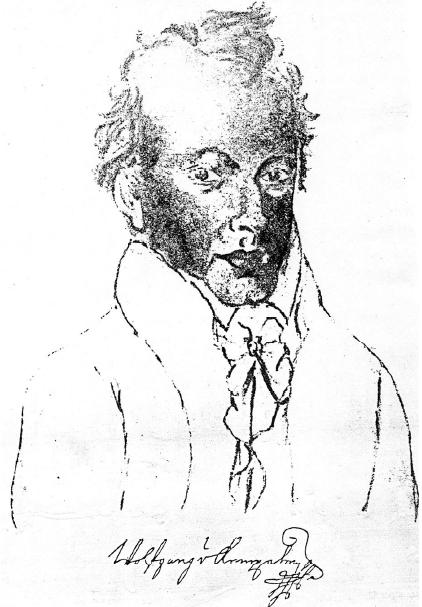
Wolfgang von Kempelen (1734–1804)

- Kempen von Fichtenstamm, Heinrich (1743–1827), österreichischer Offizier
- Kempen von Fichtenstamm, Johann Franz (1793–1863), österreichischer General
- Kempen, Ad van (* 1944), niederländischer Schauspieler und Drehbuchautor
- Kempen, Aiko (* 1984), deutscher Investigativ-Journalist, Redakteur, Literaturwissenschaftler, Musiker und Autor
- Kempen, Bernhard (* 1960), deutscher Rechtswissenschaftler und Professor
- Kempen, Bernhard (* 1961), deutscher Science-Fiction-Autor und Übersetzer
- Kempen, Magali (* 1997), belgische Tennisspielerin
- Kempen, Otto Ernst (1942–2022), deutscher Gewerkschaftsjurist
- Kempen, Paul van (1893–1955), niederländisch-deutscher Dirigent
- Kempen, Piet van (1898–1985), niederländischer Radrennfahrer
- Kempen, Wilhelm van (1894–1981), deutscher Kunsthistoriker
- Kempen, Yvonne (1960–2011), deutsche Kommunalpolitikerin (CDU)
- Kempenaer, Jacob de (1793–1870), niederländischer Staatsmann
- Kempenaers, Bart (* 1967), belgischer Biologe und Ornithologe
- Kempenaers-Pocz, Charlotte (* 2004), australische Tennisspielerin
- Kempendorff, Gerlinde (* 1955), deutsche Sängerin, Kabarettistin, Schauspielerin, Moderatorin, Dozentin und Rhetorik-Coachin
- Kempendorff, Uli (* 1981), deutscher Jazzmusiker (Saxophon, Klarinette, Querflöte)
- Kempeneers, Félicien (1890–1968), belgischer Turner
- Kempenich, Jörg (* 1965), deutscher Fechter und Olympiateilnehmer
- Kemper, Adolf, deutscher Bogenschütze
- Kemper, Alfons (* 1958), deutscher Informatiker und Professor an der Technischen Universität München
- Kemper, André (* 1963), deutscher Werbeunternehmer und Werbetexter
- Kemper, Andreas (* 1963), deutscher Publizist und SoziologeAndreas Kemper (* 1963)

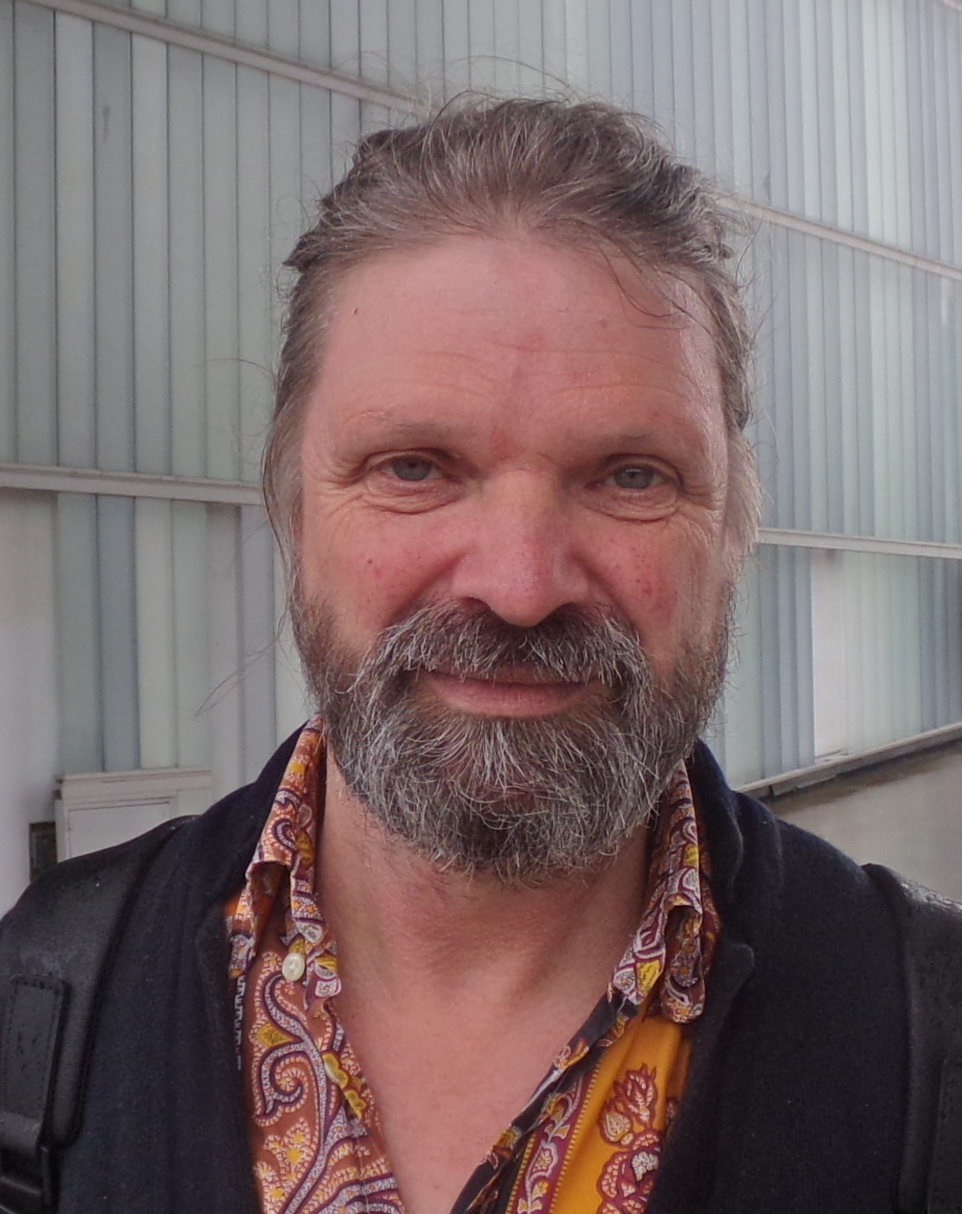
Andreas Kemper (* 1963)

- Kemper, Anna, deutsche Journalistin
- Kemper, Birthe (* 1981), deutsche Basketballspielerin
- Kemper, Boy (* 1999), niederländischer Fußballspieler
- Kemper, Charles (1900–1950), US-amerikanischer Schauspieler
- Kemper, Claudia (* 1973), deutsche Historikerin
- Kemper, Dieter (1937–2018), deutscher Radrennfahrer
- Kemper, Dirk (* 1959), deutscher Germanist
- Kemper, Dorothee (* 1963), deutsche Kunsthistorikerin
- Kemper, Edmund (* 1948), US-amerikanischer SerienmörderEdmund Kemper (* 1948)

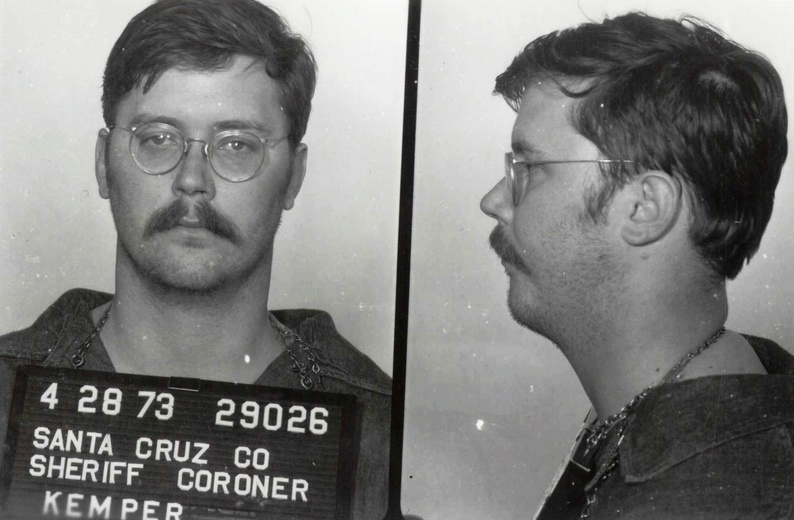
Edmund Kemper (* 1948)

- Kemper, Ellie (* 1980), US-amerikanische Schauspielerin
- Kemper, Emanuel (1844–1933), deutscher Organist und Orgelbauer
- Kemper, Franz-Josef (1944–2013), deutscher Sozialgeograph
- Kemper, Franz-Josef (* 1945), deutscher Leichtathlet und Olympiateilnehmer
- Kemper, Friedhelm (1906–1990), deutscher Politiker (NSDAP), MdR
- Kemper, Fritz (1927–2017), deutscher Internist, Pharmakologe, Toxikologe
- Kemper, Georg (1880–1948), deutscher Bildhauer und Keramiker
- Kemper, Geraldine (* 1990), niederländische Fernsehmoderatorin von BNN
- Kemper, Gerd-Heinrich (1938–2024), deutscher Jurist
- Kemper, Gregor (* 1963), deutscher Mathematiker
- Kemper, Guy (* 1958), US-amerikanischer bildender Künstler
- Kemper, Hans-Peter (* 1944), deutscher Politiker (SPD), MdB
- Kemper, Heinrich (1888–1962), deutscher Politiker (Zentrum, später CDU), MdB, Oberbürgermeister von Trier
- Kemper, Heinrich (1902–1969), deutscher Zoologe
- Kemper, Heinrich (* 1949), deutscher Landwirt und Politiker (CDU), MdL
- Kemper, Heinz P. (1903–1998), deutscher Industriemanager und Vorstandsvorsitzender der Stinnes AG sowie der VEBA AG
- Kemper, Hella (* 1966), deutsche Redakteurin und Autorin
- Kemper, Hermann (1892–1977), deutscher Ingenieur und Erfinder der Magnetschwebebahn
- Kemper, Herwart (* 1936), deutscher Pädagoge und Hochschullehrer
- Kemper, Hunter (* 1976), US-amerikanischer Triathlet
- Kemper, James Lawson (1823–1895), US-amerikanischer Offizier (Konföderierte Staaten); General im Sezessionskrieg; Gouverneur von Virginia (1874–1877)
- Kemper, James S. (1886–1981), US-amerikanischer Unternehmer und Diplomat
- Kemper, Jan (* 1980), deutscher Manager und Wissenschaftler
- Kemper, Joan Melchior (1776–1824), niederländischer Rechtswissenschaftler und Politiker
- Kemper, Johan (1670–1716), polnischer Hochschullehrer
- Kemper, Lena (* 1984), deutsche Basketballspielerin
- Kemper, Magdalena (* 1947), deutsche Journalistin, Redakteurin des RBB
- Kemper, Max-Eugen (* 1938), deutscher katholischer Theologe
- Kemper, Michael (* 1966), deutscher Historiker
- Kemper, Nicole (* 1975), deutsche Tierärztin
- Kemper, Otto (1900–1974), deutscher Oberbürgermeister
- Kemper, Peter (* 1950), deutscher Publizist und Rundfunkredakteur
- Kemper, Pieter Andreas (1942–2020), niederländischer Fußballspieler
- Kemper, Ruth-Maria (1930–1965), deutsche Schauspielerin
- Kemper, Stefanie (* 1944), deutsche Schriftstellerin und Lyrikerin
- Kemper, Steven, US-amerikanischer Filmeditor
- Kemper, Theodore D. (1926–2024), US-amerikanischer Soziologe
- Kemper, Thomas (* 1951), deutscher politischer Beamter
- Kemper, Thomas (* 1957), deutscher Maler
- Kemper, Victor J. (1927–2023), US-amerikanischer Kameramann
- Kemper, Volker (* 1960), deutscher Fußballspieler
- Kemper, Wilhelm (1904–1968), deutscher Politiker (Zentrum, CDU), MdL
- Kemper, Wilhelm (* 1904), deutscher Politiker (SED), MdL Sachsen-Anhalt
- Kemperdick, Almut (* 1963), deutsche Volleyball-Nationalspielerin
- Kemperdick, Stephan (* 1960), deutscher Kunsthistoriker und Kurator
- Kemperle, Christian (* 1961), österreichischer Beamter und Sektionsleiter
- Kemperle, Monika (* 1958), österreichische Politikerin (SPÖ), Mitglied des Bundesrates
- Kemperman, Robbert (* 1990), niederländischer Hockeyspieler
- Kempermann, Gerd (* 1965), deutscher Neurowissenschaftler mit dem Schwerpunkt Adulte Neurogenese und neurodegenerative Erkrankungen
- Kempermann, Michael (* 1944), deutscher Jurist und ehemaliger Richter am Bundesfinanzhof
- Kempermann, Peter (1845–1900), deutscher Diplomat, Dolmetscher und Ostasien-Experte
- Kempers, Chris (* 1965), deutsche Sängerin
- Kempers, Cornelia (* 1954), deutsche Schauspielerin
- Kempers, Manfred (* 1948), deutscher Fußballspieler
- Kempers, Tom (* 1969), niederländischer Tennisspieler
- Kempert, Sebastian (* 1978), deutscher Pädagoge
- Kempes, Mario (* 1954), argentinischer Fußballspieler und FußballtrainerMario Kempes (* 1954)

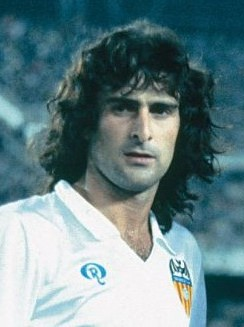
Mario Kempes (* 1954)

#### Kempf
- Kempf, Alfons (1912–1999), deutscher Weihbischof in Würzburg
- Kempf, Anastasia (* 1997), deutsche rhythmische Sportgymnastin
- Kempf, Andreas (* 1967), deutscher Curler
- Kempf, Annemarie (1915–1992), Sekretärin Albert Speers
- Kempf, Arno (* 1965), deutscher Schauspieler
- Kempf, Beatrix (1908–2009), österreichische Redakteurin, Friedensaktivistin und Biografin Bertha von Suttners
- Kempf, Cornelia (* 1970), deutsche Schriftstellerin
- Kempf, Davorin (1947–2022), jugoslawischer bzw. kroatischer Komponist
- Kempf, Dieter, deutscher Rudersportler
- Kempf, Dieter (* 1953), deutscher Ökonom
- Kempf, Eberhard (* 1943), deutscher Rechtsanwalt, spezialisiert auf Strafrecht
- Kempf, Freddy (* 1977), englischer Pianist
- Kempf, Friedrich (1857–1932), deutscher Architekt und Freiburger Münsterbaumeister
- Kempf, Friedrich (1908–2002), deutscher römisch-katholischer Priester und Historiker
- Kempf, Georg (1809–1883), Justizminister Großherzogtum Hessen
- Kempf, George (1944–2002), US-amerikanischer Mathematiker
- Kempf, Günther (1885–1961), deutscher Schiffbauingenieur
- Kempf, Gustav (1890–1972), deutscher katholischer Geistlicher
- Kempf, Hans-Dieter (1960–2017), deutscher Sportwissenschaftler
- Kempf, Heinrich (1814–1852), deutscher Landschafts- und Porträtmaler der Düsseldorfer Schule
- Kempf, Heinrich (1905–1993), Schweizer Maschineningenieur und Unternehmer
- Kempf, Heinz (* 1937), deutscher Fußballspieler
- Kempf, Hervé (* 1957), französischer Journalist und Autor
- Kempf, Hippolyt (* 1965), Schweizer Nordischer Kombinierer
- Kempf, Jean († 1962), Schweizer Fussballgoalie
- Kempf, Jean-Baptiste (* 1983), französischer Softwareentwickler
- Kempf, Johannes (1592–1635), deutscher Mediziner
- Kempf, Kurt (* 1922), deutscher Fußballspieler
- Kempf, Kurt (1941–1985), deutscher Politiker (SPD)
- Kempf, Ludwig (1804–1876), deutscher Gerichtsrat und Mitglied des Preußischen Abgeordnetenhauses
- Kempf, Ludwig (1813–1879), deutscher Bürgermeister und Abgeordneter
- Kempf, Manuela (* 1964), deutsche Filmeditorin
- Kempf, Marc Oliver (* 1995), deutscher FußballspielerMarc Oliver Kempf (* 1995)

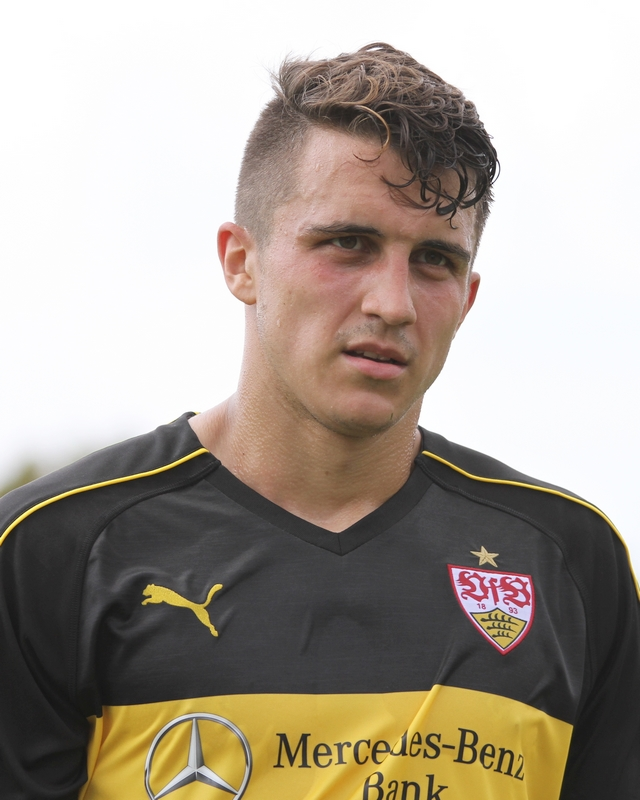
Marc Oliver Kempf (* 1995)

- Kempf, Martina (* 1964), deutsche Juristin, Politikerin (AfD) und Anti-Abtreibungsaktivistin
- Kempf, Martine (* 1958), französische Unternehmerin und Erfinderin
- Kempf, Michael (* 1977), deutscher Koch
- Kempf, Nikolaus († 1497), Mystiker und Theologe
- Kempf, Paul (1856–1920), deutscher Astronom
- Kempf, Polina Konstantinowna (* 1999), russische Wasserballspielerin
- Kempf, Regina (* 1943), Schweizer Hörfunk- und Fernsehmoderatorin, Fernsehansagerin und Redaktorin des Schweizer Fernsehens
- Kempf, Roger (1927–2014), Schweizer Romanist und Hochschullehrer
- Kempf, Roman (* 1953), deutscher Gärtner und Schriftsteller
- Kempf, Rosa (1874–1948), deutsche Lehrerin, Sozialpolitikerin, Frauenrechtlerin, Pionierin der Wohlfahrtspflege
- Kempf, Rudolf (1864–1943), deutscher Kunsthistoriker, Architekt, Kunstmaler, Herausgeber und Fachschullehrer
- Kempf, Ruth (1915–2012), US-amerikanische Schauspielerin
- Kempf, Sebastian (* 1995), deutscher Schauspieler, Hörspielsprecher und Synchronsprecher
- Kempf, Thomas (* 1942), deutscher Flottillenadmiral der Deutschen Marine
- Kempf, Udo (* 1943), deutscher Politikwissenschaftler
- Kempf, Volker (* 1968), deutscher Autor
- Kempf, Werner (1886–1964), deutscher General der Panzertruppe im Zweiten WeltkriegWerner Kempf (1886–1964)

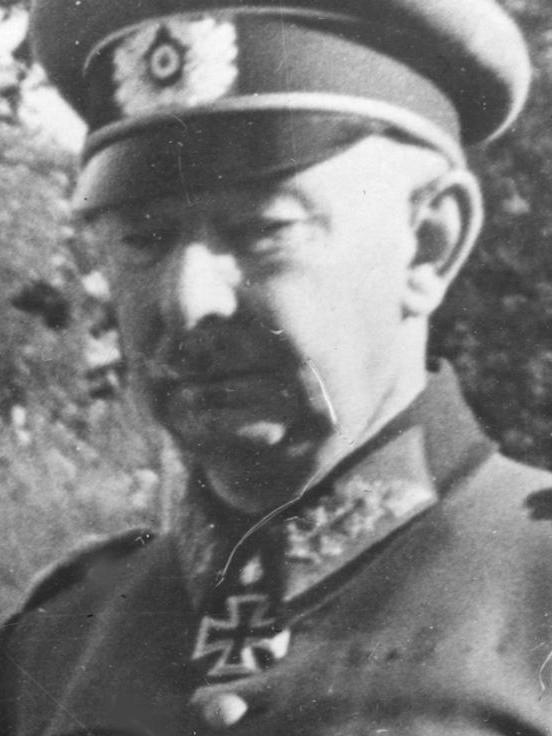
Werner Kempf (1886–1964)

- Kempf, Werner (1925–1999), deutscher Maler und Mundartsprecher
- Kempf, Wilhelm (1906–1982), deutscher Geistlicher, Bischof von Limburg
- Kempf, Wilhelm (* 1947), österreichischer Psychologe und Friedensforscher
- Kempfert, Angelika (* 1946), deutsche Politikerin (CDU), MdHB, Staatsrätin
- Kempfert, Hans-Georg (* 1945), deutscher Bauingenieur für Geotechnik
- Kempff Mercado, Noel (1924–1986), bolivianischer Biologe und Naturforscher
- Kempff, Diana (1945–2005), deutsche Schriftstellerin und Verlegerin
- Kempff, Georg (1893–1975), deutscher Kirchenmusiker und Komponist
- Kempff, Martina (* 1950), deutsche Schriftstellerin
- Kempff, Wilhelm (1895–1991), deutscher Pianist und KomponistWilhelm Kempff (1895–1991)

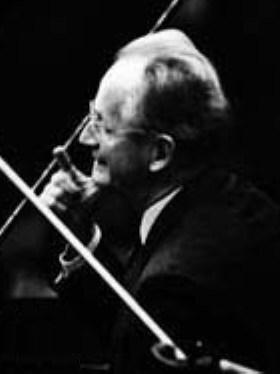
Wilhelm Kempff (1895–1991)

- Kempfler, Friedrich (1904–1985), deutscher Politiker (NSDAP, CSU), MdB
- Kempfler, Herbert (* 1931), deutscher Politiker (CSU), MdL

#### Kempg
- Kempgen, Sebastian (* 1952), deutscher Slawist

#### Kemph
- Kemphen, Johann Friedrich Jakob von (1764–1833), preußischer Generalleutnant, Kommandant von Stralsund

#### Kempi
- Kempi (* 1988), niederländischer Rapper
- Kempin, Daniel (* 1964), deutscher Sänger und Gitarrist
- Kempin, Hans (1913–1992), deutscher Standartenführer der Waffen-SS
- Kempin, Joachim (* 1942), deutschstämmiger Geschäftsmann
- Kempin, Kurt (1874–1972), deutscher Maler und Bühnenbildner
- Kempin, Lely (1878–1971), deutsche Künstlerin, Grafikerin und Schriftstellerin
- Kempin, Silvia (* 1955), deutsche Hürdenläuferin
- Kempin, Walter (1850–1926), Schweizer Pfarrer und ehemaliger Präsident des Schweizerischen Roten Kreuzes
- Kempin, Wilhelm (1885–1951), deutscher Maler
- Kempin-Spyri, Emilie (1853–1901), Schweizer Juristin, die erste Frau, die in der Schweiz promovierte und habilitierte
- Kempinski, Berthold (1843–1910), deutscher Weinhändler und Gastronomie-Unternehmer
- Kempinski, Gerhard (1904–1947), deutscher Gastronom und Filmschauspieler
- Kempiński, Robert (* 1977), polnischer Schachspieler
- Kempinski, Tom (1938–2023), britischer Dramatiker und Filmschauspieler
- Kempis, Maximilian von (1757–1823), kurkölnischer Politiker und Bürgermeister der Stadt Köln
- Kempis, Nicolaus à († 1676), flämischer Organist und Komponist
- Kempis, Stefan von (* 1970), deutscher Journalist, Leiter der deutschsprachigen Redaktion von Vatican News

#### Kempk
- Kempka, Erich (1910–1975), deutsches SS-Mitglied, Fahrer von Adolf HitlerErich Kempka (1910–1975)

Erich Kempka (1910–1975)

- Kempke, Matt (* 1980), deutscher Autor und Regisseur
- Kempken, Frank (* 1960), deutscher Biologe und Hochschullehrer
- Kempken, Heinz (1938–1995), deutscher Politiker (CDU), MdL
- Kempken, Julia (* 1960), deutsche Tänzerin, Sängerin und Schauspielerin
- Kempken, Maria (* 1983), deutsche Schauspielerin
- Kempken, Norman (* 1968), deutscher Politiker (Der III. Weg) und Neonazi
- Kempkens, Alex (* 1942), deutscher Fotograf, Fotojournalist und Computerkünstler
- Kempkens, Arnold (1923–2001), deutscher Komponist und Dirigent
- Kempkens, Holger (* 1971), deutscher Kunsthistoriker und Museumsdirektor
- Kempkens, Werner (* 1969), deutscher Fußballspieler
- Kempker, Birgit (* 1956), deutsche Schriftstellerin
- Kempker, Kerstin (* 1958), deutsche Schriftstellerin
- Kempkes, Adolf (1871–1931), deutscher Politiker (DVP), MdR
- Kempkes, Carl (1881–1964), deutscher Gartenarchitekt

#### Kempl
- Kemplen, Ralph (1912–2004), britischer Filmeditor
- Kempley, Rita (* 1945), US-amerikanische Filmkritikerin und Journalistin
- Kempley, Walter (1926–2001), US-amerikanischer Schriftsteller und Drehbuchautor

#### Kempm
- Kempmann, Andrea (* 1949), deutsche Juristin
- Kempmann, Johannes (* 1954), deutscher Politiker (Bündnis 90/Die Grünen), MdL

#### Kempn
- Kempner, Aubrey J. (1880–1973), englischer Mathematiker
- Kempner, Aviva (* 1946), US-amerikanische Dokumentarfilmerin
- Kempner, Benedicta Maria (1904–1982), deutsche Soziologin und Publizistin
- Kempner, Franz (1879–1945), deutscher Widerstandskämpfer, Staatssekretär
- Kempner, Friederike (1828–1904), deutsche Dichterin
- Kempner, Maximilian (1854–1927), deutscher Jurist und Politiker (FVP), MdR
- Kempner, Patty (* 1942), US-amerikanische Schwimmerin
- Kempner, Paul (1889–1956), deutscher Bankier
- Kempner, Robert (1899–1993), deutsch-amerikanischer Jurist und Rechtsanwalt, Ankläger bei den Nürnberger ProzessenRobert Kempner (1899–1993)

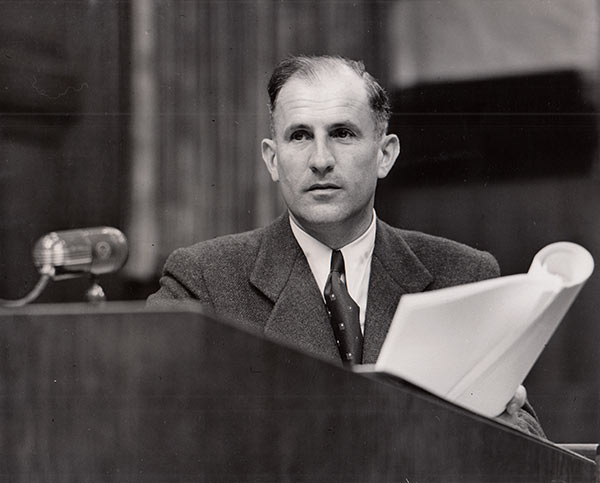
Robert Kempner (1899–1993)

- Kempner, Salomea (* 1880), polnische Psychoanalytikerin
- Kempner, Vitka (1920–2012), polnisch-jüdische Partisanin in Litauen und israelische klinische Psychologin
- Kempner, Walter (1869–1920), deutscher Mediziner
- Kempner, Walter (1903–1997), deutscher Mediziner
- Kempny, Hedy (1895–1986), österreichische Bankangestellte und Journalistin
- Kempný, Josef (1920–1996), tschechoslowakischer Minister und Parteifunktionär
- Kempný, Michal (* 1990), tschechischer Eishockeyspieler
- Kempny, Peter (1862–1906), österreichischer Arzt und Entomologe
- Kempny, Simon (* 1982), deutscher Rechtswissenschaftler und Hochschullehrer

#### Kempo
- Kempo, Sergei Wladimirowitsch (* 1984), russischer Schauspieler und Drehbuchautor
- Kempówna, Irena (1920–2002), polnische Segelfliegerin und Fluglehrerin
- Kempowski, Walter (1929–2007), deutscher SchriftstellerWalter Kempowski (1929–2007)

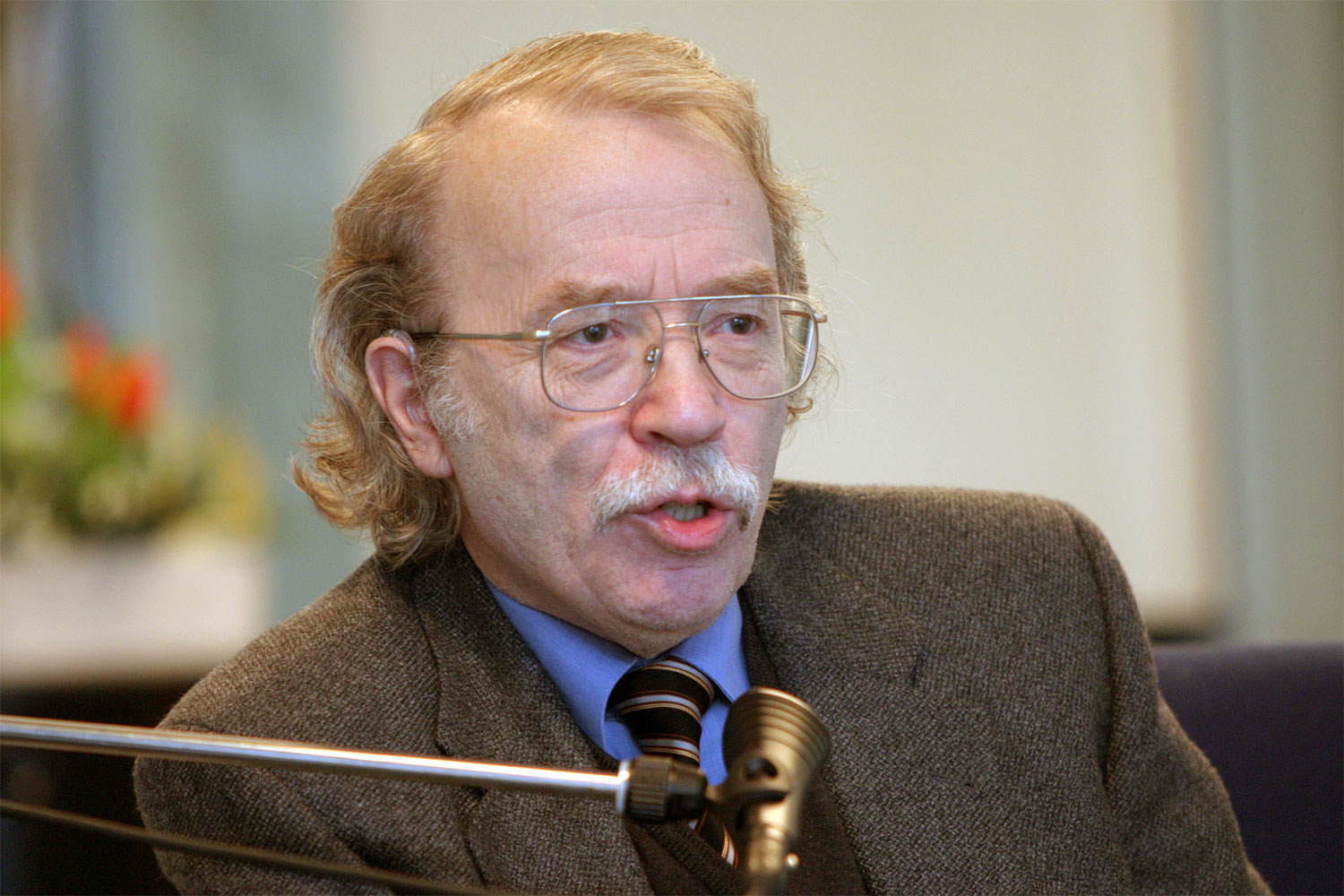
Walter Kempowski (1929–2007)

#### Kempp
- Kemppainen, Antti-Jussi (* 1989), finnischer Freestyle-Skier
- Kemppainen, Joonas (* 1988), finnischer Eishockeyspieler
- Kemppainen, Marko (* 1976), finnischer Sportschütze
- Kemppainen, Sauli (* 1968), finnischer Koch
- Kemppel, Nina (* 1970), US-amerikanische Skilangläuferin
- Kemppi, Juliette (* 1994), finnische Fußballspielerin
- Kemppinen, Lotta (* 1998), finnische Sprinterin

#### Kemps
- Kemps, Aaron (* 1983), australischer Radrennfahrer
- Kemps, Niek (* 1952), niederländischer Plastiker und Mixed Media Künstler
- Kempsell, Douglas (* 1993), schottischer Squashspieler
- Kempshall, Thomas († 1865), US-amerikanischer Politiker
- Kempski, Hans Ulrich (1922–2007), deutscher Journalist
- Kempski, Jürgen von (1910–1998), deutscher Jurist, Philosoph und Sozialwissenschaftler
- Kempski, Mateusz (* 2003), polnischer Fußballspieler
- Kempson, F. R. (1838–1923), englischer Architekt
- Kempson, Rachel (1910–2003), englische Schauspielerin
- Kempster, Albert (1874–1952), britischer Sportschütze
- Kempster, Victor (* 1953), US-amerikanischer Filmarchitekt

#### Kempt
- Kempter, Andrea (* 1968), deutsche Fernsehmoderatorin
- Kempter, Caroline (1856–1925), deutsche Malerin
- Kempter, Christa (* 1945), deutsche Kinderbuchautorin
- Kempter, Friederike (* 1979), deutsche SchauspielerinFriederike Kempter (* 1979)

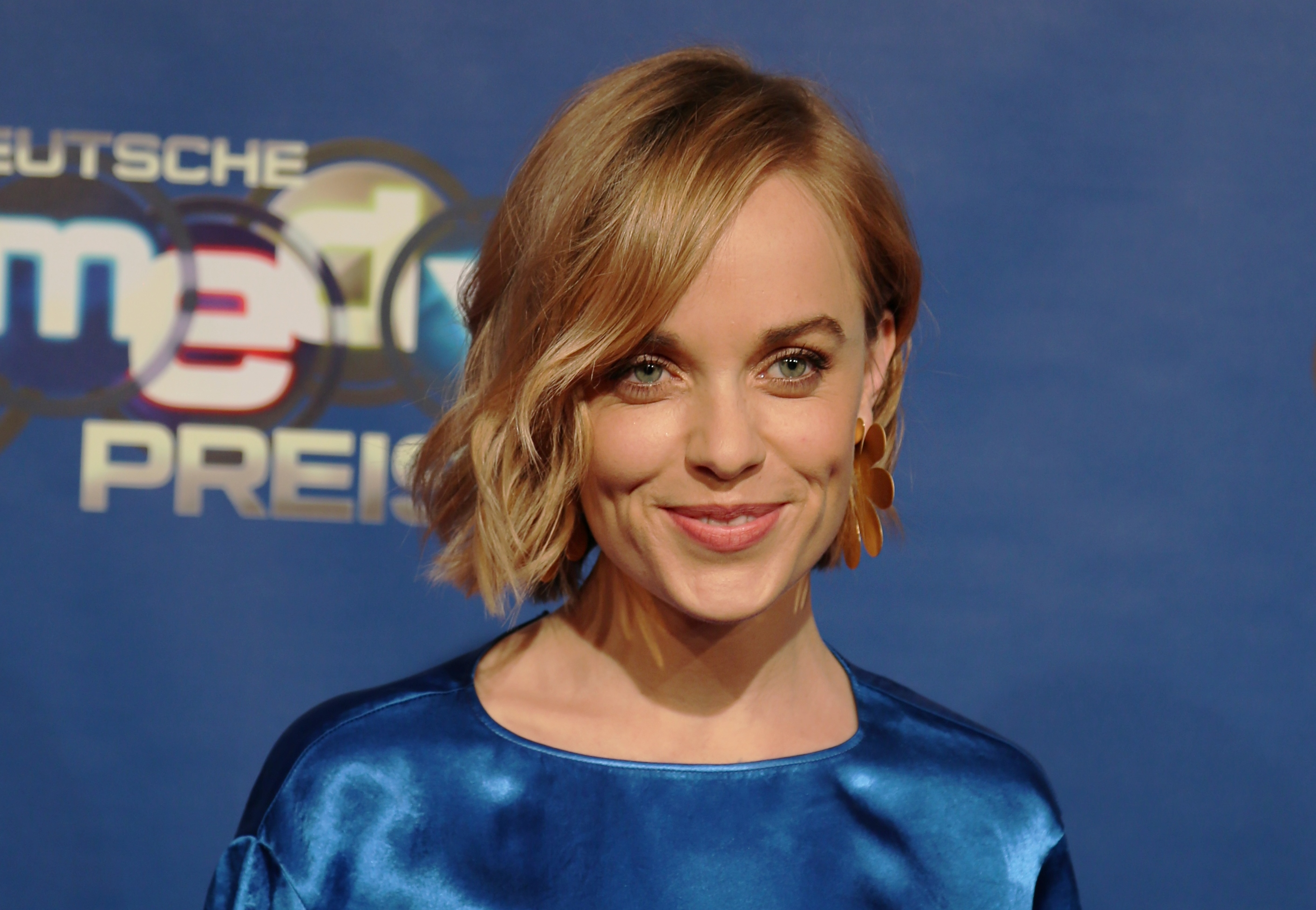
Friederike Kempter (* 1979)

- Kempter, Georg Friedrich (* 1936), deutscher Kunsthistoriker und Denkmalpfleger
- Kempter, Gerhard (1931–2011), deutscher Chemiker und Professor
- Kempter, Karl (1819–1871), deutscher Komponist und Kirchenmusiker
- Kempter, Klaus (* 1964), deutscher Historiker
- Kempter, Lothar (1844–1918), Schweizer Komponist und Dirigent
- Kempter, Lothar (1900–2001), Schweizer Schriftsteller und Germanist
- Kempter, Michael (* 1983), deutscher FußballschiedsrichterMichael Kempter (* 1983)

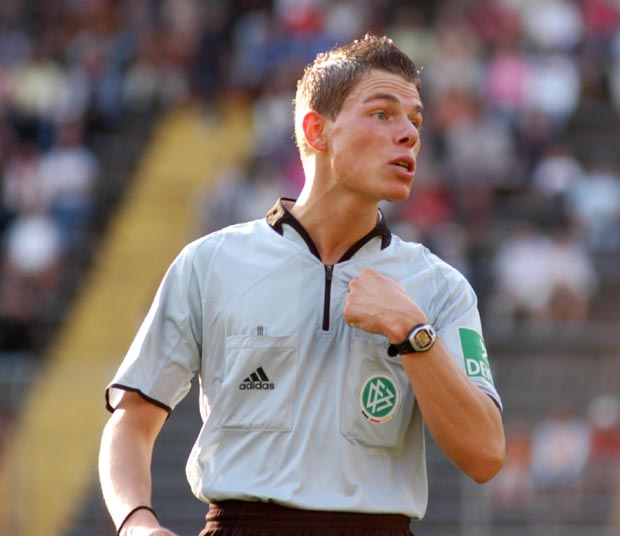
Michael Kempter (* 1983)

- Kempter, Michael (* 1995), philippinisch-schweizerischer Fussballspieler
- Kempter, Robert (* 1988), deutscher Fußballschiedsrichter
- Kempthorne, Dirk (* 1951), US-amerikanischer Politiker (Republikanische Partei)
- Kemptner, Otto (1890–1944), österreichischer Funktionär und Augustiner-Chorherr
- Kemptner, Thomas (* 1961), deutscher Krankenpfleger und Entführungsopfer

### Kemr
- Kemr, Josef (1922–1995), tschechischer Schauspieler

### Kems
- Kemsa, Gudrun (* 1961), deutsche Fotografin
- Kemser, Franz (1910–1986), deutscher Bobfahrer
- Kemser, Hans (1912–1958), deutscher Sommer- und Wintersportler
- Kemsit, königliche Dame im Umfeld von Mentuhotep II.
- Kemske, Floyd (* 1947), US-amerikanischer Autor

### Kemt
- Kemter, Johannes (1918–1998), deutscher Konzertmusiker, Opernsänger (Tenor) und Gesangspädagoge

### Kemu
- Kemula, Wiktor (1902–1985), polnischer Chemiker und Begründer der polnischen Schule der Polarographie
- Kemularia, Konstantine (* 1954), georgischer Politiker
- Kemurdschian, Alexander Leonowitsch (1921–2003), sowjetisch-armenischer Ingenieur